# Liste der Kulturdenkmale in Mockrehna

Wappen von Mockrehna

In der Liste der Kulturdenkmale in Mockrehna sind die Kulturdenkmale der sächsischen Gemeinde Mockrehna verzeichnet, die bis Mai 2020 vom Landesamt für Denkmalpflege Sachsen erfasst wurden (ohne archäologische Kulturdenkmale). Die Anmerkungen sind zu beachten.
Diese Aufzählung ist eine Teilmenge der Liste der Kulturdenkmale im Landkreis Nordsachsen.

## Mockrehna
| Bild           | Bezeichnung | Lage                                             | Datierung                                                      | Beschreibung | ID       |
| -------------- | --- | ------------------------------------------------ | -------------------------------------------------------------- | --- | -------- |
| Weitere Bilder | Bahnhof mit Empfangsgebäude, Toilettengebäude, Schuppen, Güterschuppen, Straßenpflaster, Kastanienallee und Bahnsteig sowie zwei Stellwerken (eins an der Schildauer Straße) | Bahnhofstraße 2, 3 (Schildauer Straße 5) (Karte) | 1872 (Eröffnung der Eisenbahnstrecke)                          | An der Bahnstrecke Halle–Cottbus (Streckennummer 6345) gelegen; im Rundbogenstil gestaltetes Empfangsgebäude von baukünstlerischer Bedeutung, Ecklage zur Schildauer Straße (Pflaster), als Ensemble gut erhaltenes technisches Denkmal der Verkehrsgeschichte | 08966511 |
|                | Eisenbahnerwohnhaus und Schuppen | Molkereiweg 3 (Karte)                            | Um 1880                                                        | Zeittypischer Klinkerbau, eisenbahngeschichtlich und ortsgeschichtlich von Bedeutung. - Eisenbahner-Wohnhaus (jenseits der Bahngleise): zweigeschossig, Erdgeschoss massiv (giebelseitig Porphyr-Bruchstein), Obergeschoss roter Klinker, traufseitig acht Fensterachsen, Segmentbogenfenster, alte Fenster, Ziegelstein-Sohlbänke, Gurtgesims Zahnfries (Zigelstein), Satteldach, Biberschwanzdeckung, eine Giebelseite verputzt, traufseitig Eingang (ursprünglich auch straßenseitig), Pfettendach, profilierte Pfettenköpfe - Schuppen im Hof: eingeschossig mit Drempel, Ziegelstein, fünf Segmentbogen-Eingänge, Segmentbogenfenster, im Drempel Ladeluken und Holzläden, Pultdach, giebelseitig niedriger Anbau (Toilette), alte Fenster | 08966512 |
| Weitere Bilder | Taubenhaus eines Dreiseithofes | Reichsstraße 12 (Karte)                          | Anfang 20. Jahrhundert                                         | Zeugnis ländlicher Wirtschaftsweise. Auf Baustumpf-Ständer errichtetes kastenartiges Taubenhaus, verbrettert, Sockel aus Beton, im Taubenschlag kleine Rundbogenfenster/Einfluglöcher, Satteldach (Dachpappe), Zwerchgiebel. | 08966514 |
| Weitere Bilder | Gasthof (Alter Reichshof) und Einfriedungsmauer mit Toranlage eines ehemaligen Vierseithofes                                                                                 | Reichsstraße 21 (Karte)                          | Im Kern 1636/1638                                              | Größter und straßenbildprägender Hof des Ortes, von hohem bauhistorischen Interesse, als Reichshof an der Heer- und Handelsstraße von Leipzig nach Breslau von ortsgeschichtlicher Bedeutung. Gasthof gehörte ursprünglich zum Erbrichtergut (Hauptstraße 25) bis 1872 (unter dem Erbrichter und Gastwirt Nölle) | 08966507 |
| Weitere Bilder | Gutshaus des ehemaligen Erbrichtergutes | Reichsstraße 25 (Karte)                          | 2. Hälfte 18. Jahrhundert                                      | Heute Standesamt und Bibliothek, ehemals Agrarmuseum, ortsbildprägender Barockbau von hoher baugeschichtlicher, regional- und ortsgeschichtlicher Bedeutung. Zweigeschossig, massiv, verputzt, Rechteckfenster mit Faschen (grau), Kreuzstockfenster (erneuert), Erdgeschoss vergittert, Ecklisenen, Gesimsbänder (aufgeputzt) mit Begleitstrich (Nutungen), giebelseitig im Obergeschoss mittleres Fenster und traufseitig im Obergeschoss aufgemalte Blendfenster (Trompe-l’œil-Malerei), zum Teil Sandsteingewände, traufseitig eingeschossiger späterer Anbau (mittig) mit breitem Segmentbogenfenster und Pfettendach mit profilierten Sparrenköpfen. Andere Traufseite mittig Treppenhausturm (von 1821): zweigeschossig mit Mansarddach und im Obergeschoss und Giebel Zierfachwerk, profilierte Knaggen, stark profilierte Holztraufe, Giebel im oberen Teil verbrettert, im Erdgeschoss rechteckiger Eingang mit Sandsteingewände, Tür erneuert, insgesamt Mansardwalmdach, Biberschwanzdeckung (neu), drei Schleppgaupen, zweigeschossiges Dach, Traufgesims giebelseitig aufgeputzt, traufseitig massiv, profiliert und verputzt. Im Inneren ursprüngliches Eingangsportal (Segmentbogen), in ehemaliger Küche Kreuzgratgewölbe, Fenstersturzbögen (barock), Brunnenloch, Holzbalkendecke, im Obergeschoss Flügeltüren (Dreifeldertüren), gezogene Esse, alter Dachstuhl. Letzter Besitzer: Heinrich Nölle (seit 1857), vorher Familie Wirsich und später Lichtenberger. | 08966508 |
| Weitere Bilder | Turmholländer der „Windmühle Richter“ | Schildauer Straße 17 (Karte)                     | 1883 Baubeginn, bezeichnet mit „W. Richter 1883“ (Wetterfahne) | Technikgeschichtlich, ortsgeschichtlich und ortsbildprägend von Bedeutung. Turmwindmühle aus Bruchstein (Porphyr) auf kreisförmigem Grundriss, verputzt (1967), 15,50 m hoch, Durchmesser am Fuß 12 m, 16 m Rutennetz (wurde von der Windrose von selbst in den Wind gedreht, Leistung: ca. 30 PS), Mauerstärke 1,20 m, nach oben verjüngt, nach vier Seiten Segmentbogenfenster, Ziegelsteintraufe (Zahnschnitt), Dachhaube ursprünglich Blechdeckung, jetzt Dachpappe bezeichnet mit 1982, Wetterfahne bezeichnet mit 1883, innen alte Mühlentechnik (hölzerner Aufzug, noch funktionstüchtig), Mischmaschinen von ca. 1930, Walzenstuhl Mitte 20. Jahrhundert, originaler Dachstuhl mit Balkenlage, aber nicht mehr drehbar, weitere Einbauten 1970er Jahre, Dieselmotor entfernt. Mühle wurde errichtet von Müllermeister Wilhelm Richter, 1887 wurde das Wohnhaus errichtet, 1922 Sohn Willi Richter baut die Mühle um, 1928 Speichergebäude, 1937 Einbau von Aspirateur, Trieur, Schälmaschine und Vorquetsche und eines zweiteiligen Plansichters mit Zentralaspiration, 1962 übernimmt Martin Richter den Betrieb, 1991 sein Sohn Volker Richter, der ihn nach erfolgter Reprivatisierung bis heute führt (Mischfuttermittelproduktion). | 08966515 |
|                | Scheune und Stallgebäude eines Dreiseithofes sowie Torpfeiler der Toreinfahrt                                                                                                | Unterdorf 3 (Karte)                              | Mitte 19. Jahrhundert                                          | Als Lehmscheune von bauhistorischer Bedeutung, bildet Ensemble mit gegenüberliegender Kirche in der Ortsmitte. - Scheune: zweigeschossig, hofseitig und Giebel Bruchstein, zum Teil verputzt, straßenseitig Lehmwellerwand, zum Teil verputzt, Traufe abgetreppt (Ziegelstein), insgesamt Bruchsteinsockel, Giebeldreieck Ziegelstein, straßenseitig vermauertes Tor mit Holzbalkensturz sowie Segmentbogentor (Ziegelstein-Gewände), Holztor, eingeschossiger Anbau (kein Denkmal), Satteldach (Betonziegel, Krempziegel), hofseitig zwei große Segmentbogentore (Ziegelsteingewände) und mittig kleiner Segmentbogen-Eingang, im Obergeschoss ehemals Ladeluken, seitlich vermauertes Segmentbogentor - Stall: zweigeschossig, massiv, Bruchstein, verputzt, im Erdgeschoss liegende Rechteckfenster, Ziegelsteingewände im Obergeschoss, Ladeluken mit Holzläden, Fensterfaschen, gezacktes Traufgesims (Ziegelstein-Zahnfries), Satteldach, Biberschwanzdeckung, drei Fledermausgaupen - Einfriedung: drei rechteckige Torpfeiler, Bruchstein und Ziegelstein, mehrmals verputzt, Kunststein-Abdeckplatte mit Kugelaufsatz (Kunststein), Tor mit Wagenschonern, Leutepforte | 08966510 |
|                | Denkmal für die Gefallenen des Ersten Weltkrieges | Unterdorf 11 (vor) (Karte)                       | Nach 1918                                                      | Ortsgeschichtlich von Bedeutung. Sandstein-Gedenkstein, quadratischer abgeschrägter Sockel, abgetreppt, hochrechteckiger Sandsteinquader, weiß überstrichen, in den Ecken kannelierte 3/4-Säulen, im Mittelfeld an zwei Seiten Inschrift auf schwarzer Granittafel „Den Toten zweier Weltkriege zum Gedenken“ „Den Lebenden zur Mahnung“ 1914–1918, 1939–1945, pyramidaler Aufsatz (Eichenlaubrelief und Eisernes Kreuz), errichtet als Denkmal für die Gefallenen des Ersten Weltkrieges, Erinnerungstafeln nach 1990 angebracht. | 08966516 |
| Weitere Bilder | Kirche mit Ausstattung, Kirchhof, ein Grabmal und Einfriedungsmauer | Unterdorf 40 (Karte)                             | Um 1208 (Kirche); Ende 18. Jahrhundert (Grabmal)               | Romanische Chorturmkirche, baugeschichtlich, kunstgeschichtlich und ortsgeschichtlich von Bedeutung, von hohem künstlerischem Wert | 08966509 |

## Audenhain
| Bild                                    | Bezeichnung | Lage                                   | Datierung                                                                                        | Beschreibung | ID       |
| --------------------------------------- | --- | -------------------------------------- | ------------------------------------------------------------------------------------------------ | --- | -------- |
| Weitere Bilder                          | St.-Petri-Kirche mit Ausstattung, Kirchhof mit Einfriedung und Denkmal für die Gefallenen des Ersten Weltkrieges sowie ein Grabmal auf dem angrenzenden Friedhof | Am Kirchhof (Karte)                    | Im Kern spätromanisch (Kirche); Mitte 19. Jahrhundert (Grabmal); nach 1918 (Kriegerdenkmal)      | Spätromanische Saalkirche, Putzbau mit eingezogenem Chor und Apsis sowie Westturm, baugeschichtlich, kunstgeschichtlich und ortsgeschichtlich von Bedeutung. - Kirche: einschiffige spätromanische Saalkirche, massiv (Feld- und Bruchsteine), verputzt, eingezogener Chor und Apsis, Westturm über querrechteckigem Grundriss, im Obergeschoss oktogonaler Aufsatz, darüber Haube und Laterne, Rundbogenfenster, romanisches Portal an der Nordseite und Rundbogenfenster im Osten vermauert, späterer Portalvorbau an der Westseite mit Walmdach auf quadratischen Stützen und Chorerhöhung, Satteldach (Biberschwanzdeckung) und Kegeldach (Apsis), nordseitig Rundbogenportal mit Dreiecksverdachung, im Inneren flachgedeckt, dreiseitige Emporen, im Chor Kreuzgratgewölbe, Ausstattung 2. Hälfte 19. Jahrhundert, spätgotische Figuren (lebensgroßes Kruzifix, Maria, Johannes?, um 1500, weibliche Heilige, thronende Muttergottes, um 1400), romantische Orgel von Gottlieb Schönberg (1840–43) - Kriegerdenkmal: Natursteinstele (Sandstein) auf kreuzförmigem Grundriss auf Sockel, Eichenlaub-Relief, Kreuzaufsatz (allansichtig) als Eisernes Kreuz, Schwertrelief im Seitenfeld, bezeichnet mit 1914, darunter Inschrifttafel entfernt, seitlich ovales Relief mit Sonnenmotiv, an zwei Seiten Inschrifttafel aus schwarzem Glas, nur in Teilen noch vorhanden, Todessymbolik Fackelrelief (nach unten gerichtet) und Lorbeerrelief (Girlande) - Einfriedung: zum Teil Bruchsteinmauer, zum Teil Klinkermauer, quadratische Eingangstorpfeiler aus Klinker mit Sandsteinaufsatz - auf dem später errichteten Friedhof südlich des Kirchhofs ein einzelnes Grabmal der Familie Mitdank: quadratische Sandsteinstele auf Sockel, florale Reliefs, Kreuzaufsatz | 08966390 |
|                                         | Schulgebäude (ältere Schule) | Am Kirchhof 1 (Karte)                  | 1837                                                                                             | Ortshistorische und kulturgeschichtliche Bedeutung, bildet typisches Ensemble mit Kirche. Eingeschossig, massiv, verputzt, Krüppelwalmdach (erneuert), hofseitig mittiger Eingang (rechteckig) mit Schlussstein, erneuert, Faschen, profilierte Traufe, straßenseitig weiterer mittiger Eingang mit Schlussstein. | 08966387 |
| Weitere Bilder                          | Wegestein | Am Kirchhof 2 (vor) (Karte)            | 19. Jahrhundert                                                                                  | Sandsteinstele mit Inschrift, verkehrsgeschichtlich von Bedeutung. Sandsteinstele auf quadratischem Grundriss mit Inschriften „Gräfendorf, Klitzschen, Torgau, Schöna, Probsthain, Schildau“ (eingemeißelte Schrift, weiß gefasst) und eingemeißelten Richtungspfeilen, ca. 90 cm hoch, 30 cm × 30 cm (originaler Stein wurde nach altem Vorbild überarbeitet und an altem Standort wieder aufgestellt). | 08966388 |
| Direkt Bild zu diesem Denkmal hochladen | Bogenbrücke über den Schwarzen Graben | Am Schwarzen Graben 5 (Karte)          | 18./19. Jahrhundert                                                                              | Ortsbildprägender Bestandteil des für die Struktur des Ortes typischen Brückensystems, das ursprünglich aus 70 Brücken bestand, die zu den einzelnen Bauernhöfen führten. Einbogige Bruchsteinbrücke, im flachen Bogen über den Schwarzen Graben geführt, Mischmauerwerk, Bruchstein. | 08966383 |
| Direkt Bild zu diesem Denkmal hochladen | Bogenbrücke über den Schwarzen Graben | Am Schwarzen Graben 11 (Karte)         | 18. Jahrhundert                                                                                  | Ortsbildprägender Bestandteil des für die Struktur des Ortes typischen Brückensystems, das ursprünglich aus 70 Brücken bestand, die zu den einzelnen Bauernhöfen führten. Einbogige Bruchsteinbrücke, im flachen Bogen über den Schwarzen Graben geführt, Mischmauerwerk, Bruchstein. | 08966382 |
| Direkt Bild zu diesem Denkmal hochladen | Bogenbrücke über den Schwarzen Graben | Am Schwarzen Graben 16 (Karte)         | Ursprünglich 18. Jahrhundert, erneuert                                                           | Ortsbildprägender Bestandteil des für die Struktur des Ortes, typischen Brückensystems, das ursprünglich aus 70 Brücken bestand, die zu den einzelnen Bauernhöfen führten. Einbogige Bruchsteinbrücke, im flachen Bogen über den Schwarzen Graben geführt, Mischmauerwerk, Bruchstein. | 08966428 |
| Direkt Bild zu diesem Denkmal hochladen | Bogenbrücke über den Schwarzen Graben | Am Schwarzen Graben 17 (Karte)         | 18. Jahrhundert                                                                                  | Ortsbildprägender Bestandteil des für die Struktur des Ortes typischen Brückensystems, das ursprünglich aus 70 Brücken bestand, die zu den einzelnen Bauernhöfen führten. Einbogige Bruchsteinbrücke, im flachen Bogen über den Schwarzen Graben geführt, Mischmauerwerk, Bruchstein. | 08966429 |
| Direkt Bild zu diesem Denkmal hochladen | Bogenbrücke über den Schwarzen Graben | Am Schwarzen Graben 20 (Karte)         | 18. Jahrhundert                                                                                  | Ortsbildprägender Bestandteil des für die Struktur des Ortes typischen Brückensystems, das ursprünglich aus 70 Brücken bestand, die zu den einzelnen Bauernhöfen führten. Einbogige Bruchsteinbrücke, im flachen Bogen über den Schwarzen Graben geführt, Mischmauerwerk, Bruchstein. | 08966430 |
|                                         | Mühlengebäude mit Mühlentechnik und Graben, Seitengebäude, Scheune (ohne Anbau), Stall und Remise                                                                | Am Schwarzen Graben 23 (Karte)         | Um 1800                                                                                          | Letzte noch mit Ausstattung erhaltene Wassermühle im Ort, baugeschichtlich, ortsgeschichtlich und technikgeschichtlich von Bedeutung. Bis in die 1970er Jahre in Betrieb, bis heute partiell betriebsbereit, Wasserzulaufgraben zugeschüttet, jedoch unter dem Haus erhalten, insgesamt Satteldächer - Mühlengebäude: zweigeschossig, massiv, verputzt, Obergeschoss vermutlich Fachwerk, hofseitig Eingangshäuschen, steiles Satteldach, Krempziegel, innen Mühlentechnik und überbauter Mühlgraben, Schaufelrad mit Balken, Welle, Mühlrad, Zahnräder, Trichter, Mühlstein, Transmissionswelle - Nebengebäude: eingeschossig, massiv, verputzt, alte Tür und Fenster, Türgewände mit Oberlicht, Fensterfaschen, Winterfenster, Satteldach (Kronendach, Biberschwanzdeckung), Holztraufe, im Giebel Holzfenster - Scheune: eingeschossig, massiv, verputzt, Holztor mit Leutepforte, Satteldach, Biberschwanzdeckung - Remise: eingeschossig, massiv, verputzt, sehr niedriger Bau, Satteldach, Biberschwanzdeckung, Holztore - Stall: zweigeschossig, massiv, verputzt, zwei Eingänge mit Oberlicht, Holztore, Satteldach, Biberschwanzdeckung (Scheunenanbau kein Denkmal) | 08966389 |
|                                         | Häuslerhaus | Am Schwarzen Graben 69 (neben) (Karte) | Um 1800                                                                                          | In seiner ursprünglichen Erscheinung erhaltener eingeschossiger Putzbau, baugeschichtlich und sozialgeschichtlich von Bedeutung. Massiv (Bruchstein), verputzt, leicht eingeknicktes Satteldach (Krempziegel) mit beidseitigen Anschieblingen, Speicherluke in Form einer langgestreckten Schleppgaupe, traufseitig originale Eingangstür mit Oberlicht, Rechteckfenster, im Giebel Winterfenster, zweiter Eingang (zum Stallteil) mit Oberlicht. | 08966378 |
|                                         | Wohnhaus und Seitengebäude eines Hakenhofes | Am Schwarzen Graben 74 (Karte)         | Mitte 18. Jahrhundert (Bauernhaus); Ende 19. Jahrhundert (Seitengebäude)                         | Ortsbildprägendes Fachwerkgebäude in markanter Lage, einziges Gebäude des Dorfes mit Sichtfachwerk, baugeschichtlich und wirtschaftsgeschichtlich von Bedeutung. - Wohnhaus: zweigeschossig, Erdgeschoss massiv, verputzt, Obergeschoss und Giebel Fachwerk (schön gegliederter Fachwerkgiebel), Gefache verputzt, zum Teil originale Holzfenster (z. B. im Obergeschoss Drehflügel- bzw. Schiebefenster Mitte 18. Jahrhundert), Satteldach/Frackdach, Falzziegel neu, liegender Dachstuhl, zu große Satteldachgaupen (neu) - Stallscheune: im Winkel zum Wohnhaus, zweigeschossig, massiv (Ziegelstein und Bruchstein), verputzt, Klinkergliederung, Segmentbogenfenster und Segmentbogentor mit Klinkersturzbögen, im Obergeschoss Rundfenster mit Ziegelsteingewände (zugeputzt) und kleine Rechteckfenster, Satteldach (Biberschwanzdeckung und Falzziegel) | 08966379 |
| Direkt Bild zu diesem Denkmal hochladen | Bogenbrücke über den Schwarzen Graben | Am Schwarzen Graben 93 (Karte)         | 18. Jahrhundert                                                                                  | Ortsbildprägender Bestandteil des für die Struktur des Ortes typischen Brückensystems, das ursprünglich aus 70 Brücken bestand, die zu den einzelnen Bauernhöfen führten. Einbogige Bruchsteinbrücke, im flachen Bogen über den Schwarzen Graben geführt, Mischmauerwerk, Bruchstein. | 08966432 |
| Direkt Bild zu diesem Denkmal hochladen | Bogenbrücke über den Schwarzen Graben | Am Schwarzen Graben 106 (Karte)        | 18. Jahrhundert, erneuert                                                                        | Ortsbildprägender Bestandteil des für die Struktur des Ortes typischen Brückensystems, das ursprünglich aus 70 Brücken bestand, die zu den einzelnen Bauernhöfen führten. Einbogige Bruchsteinbrücke, im flachen Bogen über den Schwarzen Graben geführt, Mischmauerwerk, Bruchstein. | 08966433 |
| Direkt Bild zu diesem Denkmal hochladen | Bogenbrücke über den Schwarzen Graben | Am Schwarzen Graben 111 (Karte)        | 18. Jahrhundert, erneuert                                                                        | Ortsbildprägender Bestandteil des für die Struktur des Ortes typischen Brückensystems, das ursprünglich aus 70 Brücken bestand, die zu den einzelnen Bauernhöfen führten. Einbogige Bruchsteinbrücke, im flachen Bogen über den Schwarzen Graben geführt, Mischmauerwerk, Bruchstein. | 08966434 |
|                                         | Wohnstallhaus mit Vorgarten, Seitengebäude (ehemaliger Pferdestall), Gartenpavillon, Taubenhaus, Hofpflaster und Einfriedung eines Vierseithofes                 | Am Schwarzen Graben 117 (Karte)        | Um 1800 (Bauernhaus); um 1900 (Pferdestall); bezeichnet mit 1943 (Taubenhaus und Gartenpavillon) | Zeugnis der bäuerlichen Wohn- und Wirtschaftsweise vergangener Zeiten, weitgehend originale Bausubstanz, volkskundliche Bedeutung. - Wohnstallhaus: zweigeschossig, massiv, verputzt, Satteldach, hofseitig geschnitztes Eingangsportal (1943) mit Inschrift „Der alten Mühle letztes Angedenken“ (Wiederverwendung von Teilen der abgerissenen Windmühle), Rechteckfenster (ältere Fenster 2. Hälfte 19. Jahrhundert), profilierte Traufe, alte Türen, im Inneren vermutlich Holzbalkendecke - Pferdestall: zweigeschossig, massiv, verputzt, hofseitig Zwerchhaus mit Giebelreiter in Form von geschnitzten Pferdeköpfen sowie Halbrundfenster mit strahlenförmigen Sprossen - Taubenhaus im Hof: hölzerner quadratischer Sockel, darüber Säule und achteckiger Taubenschlag mit Einfluglöchern sowie Zeltdach und Kugelaufsatz - hölzerner quadratischer Gartenpavillon - Bauerngarten, Bruchsteinmauer (Trockenmauer) mit zwei quadratischen Torpfeilern | 08966380 |
|                                         | Bogenbrücke über den Schwarzen Graben | Am Schwarzen Graben 117 (Karte)        | 18. Jahrhundert                                                                                  | Ortsbildprägender Bestandteil des für die Struktur des Ortes typischen Brückensystems, das ursprünglich aus 70 Brücken bestand, die zu den einzelnen Bauernhöfen führten. Einbogige Bruchsteinbrücke, im flachen Bogen über den Schwarzen Graben geführt, Mischmauerwerk, Bruchstein. | 08966431 |
| Direkt Bild zu diesem Denkmal hochladen | Schulgebäude, sogenannte Kleine Schule | Am Schwarzen Graben 127 (Karte)        | 1861                                                                                             | Ortshistorische und kulturgeschichtliche Bedeutung, bildet typisches Ensemble mit Kirche. Kleine Schule parallel zu Schule von 1837. Eingeschossig, massiv, verputzt, Satteldach (Krempziegel), rechteckiger hofseitiger Eingang mit Schlussstein bezeichnet mit 1861, im Giebel Zwillingsfenster, Rechteckfenster, vermutlich Sandsteingewände, Eingangstür mit Oberlicht, beide Gebäude giebelständig zur Dorfstraße. | 08966387 |
| Direkt Bild zu diesem Denkmal hochladen | Eingangstür des ehemaligen Gasthofes „Zur Linde“ | Am Schwarzen Graben 136 (Karte)        | Ende 19. Jahrhundert                                                                             | In Niederaudenhain, qualitätvolle handwerkliche Arbeit, von kunstgeschichtlicher Bedeutung. Holztür mit rundbogigem Oberlicht, Oberlicht-Sprossen strahlenförmig, zum Teil gewellt, Gebäude selbst stark verändert. | 08966386 |
| Weitere Bilder                          | Paltrockwindmühle | Heide 47 (Karte)                       | 1751                                                                                             | Einziger funktionstüchtiger windgängiger Mühlentyp der Region um Torgau, weithin sichtbares Wahrzeichen des Ortes, seltenes Beispiel einer Paltrockmühle mit Flügelkreuz und Windrose, baugeschichtlich, technikgeschichtlich und landschaftsgestaltend von Bedeutung. - Geschichte der Mühle: 1751 erbaut als Bockwindmühle, 1938 Umbau zur Paltrockmühle, 1942 Einbau des Merzflachsichters, 1950 Einbau der Walzenstühle, 1956 Anbau des Silos (2 Zellen), 1972 Einbau der Hammermühlenanlage, 1991–1993 Rekonstruktion. 1938 wurde die Bockwindmühle von der Firma Schenke aus Falkenberg/E. umgebaut zur Paltrockwindmühle mit überstehendem Dach. Gewerbliche Nutzung der Mühle für die Lohnmüllerei, von 1946 bis 1969 als Handelsmüllerei, heute bei Bedarf zur Futterschrotherstellung genutzt. Mühle wurde 1760 im Siebenjährigen Krieg als Aussichtsturm benutzt. - Mühlentechnik: Aspirateur (Mahlgang), Trieur, Schälmaschine, zwei Walzenstühle 300 × 600, Netzschnecke, zwei automatische Schütttrichter, Vorquetsche, Blaumehlzylinder, Merzflachsichter, drei stehende Rundmischer, Abstehbehälter, zwei Mahlsteine (Durchmesser 1 m), Windrad aus vier Ruten an einem eisernen Wellkopf, Kammrad mit 96 Kämmen aus Weißbuche bestückt, Drehung der Paltrockmühle erfolgt automatisch durch die Windrose (unterkellert, lagert in der Mitte auf einem Ziegelsteinfundament mit Gleitlager, Durchmesser 600 mm), äußere Abstützung der Mühle auf der Kellerwand auf Eisenrollen mit Eisenschienen, ist damit drehbar gelagert, auf dem Mühlendach sechsflügelige Windrose, die die Drehbewegung in Windrichtung überträgt (durch Kettentrieb auf Schneckenwelle, die in den Zahnkranz in der Kellerwand greift).                                           | 08966384 |
| Direkt Bild zu diesem Denkmal hochladen | Auszugshaus, nördlich daran angebautes Seitengebäude und nördliche Scheune eines ehemaligen Vierseithofes                                                        | Huxel 26 (Karte)                       | Anfang 19. Jahrhundert (Auszugshaus); 2. Hälfte 19. Jahrhundert (Scheune)                        | Auszugshaus Obergeschoss Fachwerk, Zeugnis der Wohn- und Wirtschaftsweise vergangener Zeiten, baugeschichtlich und wirtschaftsgeschichtlich von Bedeutung. - Auszugshaus: zweigeschossig, Erdgeschoss massiv, Obergeschoss Fachwerk, Giebel massiv erneuert, Satteldach, zum Teil Biberschwanzdeckung, alte Eingangstür mit Oberlicht - Durchfahrtsscheune: zweigeschossig, massiv, verputzt, zwei Segmentbogentore mit Schlussstein, Satteldach, handgestrichene Biberschwanzziegel, Segmentbogenfenster, im Obergeschoss quadratische Fenster, Eingangstür mit Oberlicht, innen preußische Kappen, straßenseitig Segmentbogentor mit Schlussstein, Traufe massiv, Bruchstein, unverputzt - Stall: zweigeschossig, massiv, verputzt, Eingangstür mit Oberlicht, Segmentbogeneingang, im Obergeschoss Ladeluken, Satteldach, Biberschwanzdeckung, Fledermausgaupen, insgesamt sehr schlechter Bauzustand | 08966501 |
| Weitere Bilder                          | St.-Marien-Kirche mit Ausstattung, Kirchhof und Einfriedung sowie Denkmal für die Gefallenen des Ersten Weltkrieges                                              | Mockrehnaer Straße (Karte)             | Kern 1. Hälfte 13. Jahrhundert (Kirche); um 1920 (Kriegerdenkmal)                                | Spätromanische Saalkirche, verputzter Bau mit eingezogenem, gerade abschließendem Chor und barockem kleinen Westturm, baugeschichtlich, kunstgeschichtlich und ortsgeschichtlich von Bedeutung. - Kirche: im Kern spätromanische Saalkirche, mehrfach verändert, massiv (Feld- und Bruchstein), verputzt, eingezogener Chor mit geradem Abschluss, barocker eingestellter Westturm, quadratisch mit konkav geschwungenem Mansardzeltdach, Biberschwanzdeckung, im Glockengeschoss ovales Fenster und Rundbogenfenster, Kugelaufsatz, Wetterfahne und Kreuz, insgesamt Satteldach (Biberschwanzdeckung), Fledermausgaupen, Rundbogenfenster und Korbbogenfenster, nordseitig Sakristeianbau mit rundbogigem Eingang, darüber rundbogiges Fenster vergrößert, im Inneren flachgedeckt, zum Chor spitzbogiger Triumphbogen, an West- und Nordseite Emporen (2. Hälfte 19. Jahrhundert), spätgotische Schnitzfiguren (Heilige Anna und Maria, Ende 15. Jahrhundert), kleines Holzkruzifix, Orgel von Wilhelm Böttcher aus Weimar (1903), umgebaut von A. Voigt 1912 - Kriegerdenkmal: großzügige architektonische Anlage mit flankierenden Pfeilern, bekrönt von Helm auf Lorbeerkränzen, Brüstungsfelder in Form von Eisernen Kreuzen, zweiflügeliges Gittertor, Inschrifttafel in breitem Pfeiler, von Adler bekrönt, heller Kunststein | 08966392 |
| Direkt Bild zu diesem Denkmal hochladen | Toranlage und Eingangstür des Hintergebäudes | Strellner Straße 1 (Karte)             | Ende 19. Jahrhundert (Eingangstür); um 1930 (Toreinfahrt)                                        | Anspruchsvoll gestaltetes Hoftor von künstlerischer Qualität, singuläre Bedeutung, sowie qualitätvolle Gründerzeittür. - Toranlage: drei quadratische Torpfeiler aus dunkelrot gebranntem Klinker, Tor und Leutepforte, stilisiertes Kapitell mit hochgestelltem deutschem Band (Ziegelstein), Torflügel originales Eisenblech, geschraubt, schmiedeeiserne Bekrönung, geometrische Gliederung - Eingangstür: Holz, reich verziert und gestaltet, in Blattform gestaltetes Schmiedeeisengitter, originales Türschloss, befindet sich rückseitig am Anbau des Wohnstallhauses | 08966374 |
| Direkt Bild zu diesem Denkmal hochladen | Herrenhaus mit Erweiterungsbauten und Seitengebäude eines ehemaligen Gutshofes sowie Gutspark (Gut und Gutspark Feuerstein)                                      | Strellner Straße 10, 11 (Karte)        | Im Kern 1. Hälfte 18. Jahrhundert (Herrenhaus); 19. Jahrhundert (Wirtschaftsgebäude)             | Im Kern barockes Herrenhaus mit späteren Umbauten, von ortsgeschichtlicher und siedlungsgeschichtlicher Bedeutung. - Herrenhaus: zweigeschossig, verputzt, eventuell Fachwerk, Walmdach mit Fledermausgaupen, Biberschwanzdeckung, Fenster zum Teil verändert - Erweiterungsbau (2. Hälfte 19. Jahrhundert): ebenfalls zweigeschossig, massiv, verputzt, Krüppelwalmdach, Rechteckfenster, im Giebel Halbrundfenster, traufseitig Vorhäuschen mit Eingang sowie Erkeranbau mit Zeltdach, Falzziegel, zum Teil originale Fenster - rückseitig weiterer Erweiterungsbau (um 1910): zweigeschossig, massiv, verputzt, Mansarddach (Falzziegel) mit Dachausbauten und massiven stehenden Kastengaupen, turmartiger Eckrisalit mit Arkadenöffnung im Erdgeschoss (segmentbogiger Durchgang), zum Teil originale Fenster, zum Teil Fenstergrößen verändert - Stallgebäude: zweigeschossig, massiv, verputzt, Segmentbogenfenster, alte Fenster, Holztore und Ladeluken, Satteldach (Biberschwanzdeckung), im Park Lindenbäume und nierenförmiger Brunnen | 08966373 |
| Direkt Bild zu diesem Denkmal hochladen | Bogenbrücke über den Schwarzen Graben | Strellner Straße 13 (Karte)            | 18./19. Jahrhundert                                                                              | Ortsbildprägender Bestandteil des für die Struktur des Ortes typischen Brückensystems, das ursprünglich aus 70 Brücken bestand, die zu den einzelnen Bauernhöfen führten. Einbogig, Mischmauerwerk (Ziegelstein und Bruchstein). | 08966391 |
| Direkt Bild zu diesem Denkmal hochladen | Bogenbrücke über den Schwarzen Graben | Strellner Straße 17 (Karte)            | 18./19. Jahrhundert                                                                              | Ortsbildprägender Bestandteil das für die Struktur des Ortes typischen Brückensystems, das ursprünglich aus 70 Brücken bestand, die zu den einzelnen Bauernhöfen führten | 08966370 |
| Direkt Bild zu diesem Denkmal hochladen | Bogenbrücke über den Schwarzen Graben | Strellner Straße 20 (Karte)            | 18./19. Jahrhundert                                                                              | Ortsbildprägender Bestandteil des für die Struktur des Ortes typischen Brückensystems, das ursprünglich aus 70 Brücken bestand, die zu den einzelnen Bauernhöfen führten. Einbogige Bruchsteinbrücke, im flachen Bogen über den Schwarzen Graben geführt, Mischmauerwerk, Bruchstein. | 08966369 |

## Gräfendorf
| Bild                                    | Bezeichnung                                                                        | Lage                             | Datierung                               | Beschreibung | ID       |
| --------------------------------------- | ---------------------------------------------------------------------------------- | -------------------------------- | --------------------------------------- | --- | -------- |
| Direkt Bild zu diesem Denkmal hochladen | Wegestein                                                                          | (Flur 7, Flurstück 28/2) (Karte) | Um 1900                                 | Granitstele mit Inschrift, verkehrsgeschichtlich von Bedeutung, eingemeißelte Inschrift mit Richtungspfeilen „Torgau“, „Mockrehne“ und „Gräfendorf“ | 08966468 |
| Weitere Bilder                          | Steinkreuz                                                                         | (Flur 4, Flurstück 45) (Karte)   | 1723                                    | Ortsgeschichtlich von Bedeutung. Sandsteinkreuz, ein Kreuzarm und Kreuzspitze abgebrochen (1945 beschossen), 1723 zum Gedenken an einen Förster errichtet, der von einem Wilddieb erschossen wurde. | 08966525 |
| Weitere Bilder                          | Scheune eines Forsthofes (Forsthaus II, Försterei Gräfendorf II)                   | Forsthaus 1 (Karte)              | 1857                                    | Gemeinsam mit dem Forsthaus I (Wildenhainer Straße 2) Zeugnis der Forstwirtschaft in ortstypischer Klinkerbauweise. Giebelseitig zur Straße gerichtet, eingeschossig, Klinkersockel, roter Ziegelstein, Fachwerk mit Klinkerausfachung, Andreaskreuze im Drempel, traufseitig großes Scheunentor mit Eisenbeschlägen (keine Durchfahrtsscheune) in Mittelachse, giebelseitig ein verbretterter Anbau, Stallfenster (Segmentbogen- und Rechteckfenster) aus Eisen, Satteldach, Biberschwanzdeckung, Kronendeckung, ein Giebel Fachwerk, Giebelspitze verbrettert. | 08966518 |
| Weitere Bilder                          | Herrenhaus des ehemaligen Rittergutes                                              | Lindenallee 15 (Karte)           | Um 1820                                 | Markanter Putzbau mit aufwändiger Gliederung und Krüppelwalmdach mit mehreren Dachhäuschen, baugeschichtlich und ortsgeschichtlich von Bedeutung. Zweigeschossig, massiv, verputzt, Erd- und Obergeschoss genutet, Putzgliederung, Segmentbogenportal (Kunststein) mit Inschrift „Geh ein, geh aus, bleib Freund dem Haus“, seitlich Palmenrelief, Granitstelen, Tür mit Oberlicht, Rechteckfenster mit Fensterläden, Kreuzstockfenster, Krüppelwalmdach, Biberschwanzdeckung, Sohlbankgesims, Sohlbänke, profilierte Traufe, giebelseitig eingeschossiger Anbau mit Eingang und Terrasse, zweigeschossiges Dach mit hölzernen Satteldach-Gaupen, Ziegelstein-Esse, traufseitig in Mittelachse Balkon, profiliertes Gurtgesims, insgesamt saniert.                                                 | 08966469 |
|                                         | Seitengebäude und Waschhaus eines Forsthofes (Forsthaus I, Försterei Gräfendorf I) | Weidenhainer Straße 2 (Karte)    | 1857 (Nebengebäude); 1897 (Pferdestall) | Gemeinsam mit dem Forsthaus II (an der B 87) Zeugnis der für Gräfendorf prägenden Forstwirtschaft in ortstypischer Klinkerbauweise. Forstamt Falkenberg, Forstrevier Gräfendorf (Forsthaus kein Denkmal) - Seitengebäude (Pferdestall mit Speicher im Obergeschoss): zweigeschossig, roter Klinkerbau, im Erdgeschoss Stall, im Obergeschoss Fachwerk mit Klinkerausfachung, Speicher, Segmentbogeneingänge mit Holztoren, Segmentbogenfenster, flaches Satteldach (Pfettendach mit profilierten Sparrenköpfen), Dachpappe, Ziegelstein-Gurtgesims (Zahnschnitt), im Obergeschoss Ladeluke, Holzläden, giebelseitig eingeschossiger Anbau - Waschhaus: eingeschossiger roter Klinkerbau, Satteldach, Biberschwanzdeckung, giebelseitig Segmentbogeneingang, Holztor, Rechteckfenster, alte Fenster | 08966517 |

## Klitzschen
| Bild           | Bezeichnung | Lage                         | Datierung | Beschreibung | ID       |
| -------------- | --- | ---------------------------- | --- | --- | -------- |
|                | Wohnhaus eines Dreiseithofes | Alte Bahnhofstraße 3 (Karte) | Um 1900 | Gut gegliedertes anspruchsvoll gestaltetes städtisch anmutendes Gebäude der Jahrhundertwende, baugeschichtlich von Bedeutung. Zweigeschossig, massiv, verputzt, Erdgeschoss Putznutung, Rechteckfenster mit Schlussstein, im Obergeschoss Fenster von Eckpilastern gerahmt, gerade profilierte Verdachung, profilierte Sohlbänke, Putzgliederung, traufseitig im Obergeschoss Mittelfenster mit Dreiecksgiebel, Satteldach (Krempziegel), im Giebel Rundbogenfenster. | 08966482 |
| Weitere Bilder | Herrenhaus (Rittergut Klitzschen) und Gedenkstein im naheliegenden Wald | Am Gut 1 (Karte)             | Um 1800, älterer Nordteil (Herrenhaus); 1910 (Gedenkstein)                                                                          | Putzbau mit Merkmalen des Reformstils um 1910, im Kern älter, bemerkenswerte original erhaltene Innenausstattung, baugeschichtlich und ortsgeschichtlich von Bedeutung. - ehemaliges Herrenhaus des Gutsbesitzers Lautenschläger: zweigeschossig, massiv, verputzt, mittig Zwerchhaus bzw. Risalit mit Satteldach (Betonziegel), rückseitig Eingangsrisalit mit überdachtem Eingang mit originaler Eingangstür (Ziergitter) und Zwerchgiebel, Seitenrisalit mit halbrundem Treppenhausturm mit hölzerner Wendeltreppe und Mansard-Zeltdach und Knauf, zum Teil alte Fenster mit Oberlicht-Sprossen und Winterfenster, Bau mehrmals verändert, (nicht unterkellert), ursprünglich auf winkelförmigem Grundriss, - bemerkenswerte Innenräume: originales Treppenhaus mit Holzdecken (um 1910), Bleiglasfenster, im Erdgeschoss Kamin aus Keramikformsteinen, im Obergeschoss Herrschaftszimmer mit Einbauschränken, halbrunder Erker mit Bleiglasfenster, Holzpaneele, originale Zimmertüren - Gedenkstein im ehemaligen Park, grob behauener Granitstein, an zwei Seiten Inschrift „Georg Friedrich Jung/ 7. 1. 1910.“ und „Kannst Du auch selbst nicht/ mehr schaun,/ Wo Du mit Freunden geweilt,/ Wo Du mit Liebe geschafft,/ Lebt die Erinnerung fort.“ | 08966481 |
|                | Kantoren- und Lehrerwohnhaus mit Schulanbau und Toilettenhäuschen | Dorfanger 4 (Karte)          | Mitte 19. Jahrhundert (Wohnhaus); um 1880 (Schule)                                                                                  | Lehrerwohnhaus Obergeschoss Fachwerk verputzt, baugeschichtlich und ortsgeschichtlich von Bedeutung. - Wohnhaus: zweigeschossig, Obergeschoss Fachwerk, verputzt, Giebel Fachwerk, verputzt, traufseitig Eingang mit scharriertem Gewände (Sandstein), im Giebel altes Fenster mit Holzgewände, Holztraufe, Satteldach (Betonziegel), innen originales Treppenhaus mit Holzgeländer, alte Zimmertüren - giebelseitig anschließend ehemalige Schule: eingeschossig, massiv, verputzt, traufseitig großer Rundbogeneingeng mit Oberlicht und Schlussstein, originale Eingangstür, Granitstufen, große Rechteckfenster, alte Fenster, Satteldach (Krempziegel), profilierte Traufe (massiv) - dahinter kleines einzeln stehendes Toilettengebäude: eingeschossig, massiv, verputzt, Satteldach, Biberschwanzdeckung | 08966483 |
|                | Gasthaus „Zum Wilddieb“ mit Saalanbau | Dorfanger 5 (Karte)          | Bezeichnet mit 1807 | Straßenbildprägender Fachwerkgiebel, baugeschichtlich und ortsgeschichtlich von Bedeutung. - Gasthaus: zweigeschossig, massiv, Bruchstein, Giebel im Obergeschoss Fachwerk, Türgewände Sandstein, Rechteckfenster, im Inneren Fenstersturzbögen (Korbbögen), Krüppelwalmdach und Frackdach, große Fledermausgaupen - Saalanbau: eingeschossig, massiv, Bruchstein, Segmentbogenfenster, Sohlbänke, giebelseitig großes Segmentbogentor (Ziegelstein-Sturz), Satteldach | 08966478 |
| Weitere Bilder | Kirche mit Kirchenausstattung, Kirchhof und Einfriedungsmauer mit eingemauertem Grabkreuz, Denkmal für die Gefallenen des Ersten Weltkrieges an der Westfassade der Kirche sowie fünf Grabmalen an der Kirchenwand | Dorfanger 39 (Karte)         | Um 1200 (Kirche); bezeichnet mit 1688 (Altar); 1730 (Empore); 2. Hälfte 17. Jahrhundert (Felderdecke); bezeichnet mit 1583 (Glocke) | Romanische Saalkirche aus Feld- und Bruchsteinen, dreigeteilte Staffelung in Saal, Chor und Apsis, westseitig oktogonaler hölzerner Dachreiter mit Haube, baugeschichtlich, kunstgeschichtlich und ortsgeschichtlich von Bedeutung. - Kirche: Saalkirche aus Feld- und Bruchsteinen, rechteckiges Schiff (einschiffig), halbrunde Apsis mit Kegeldach, eingezogener Chor, Eckquader aus Raseneisenstein, an der Nordseite Sakristeianbau mit Schleppdach, Rundbogenfenster, an der Westfassade Eingangsportal (Korbbogen) mit Schlussstein, insgesamt Satteldach, Biberschwanzdeckung, westseitig oktogonaler hölzerner Dachreiter mit Haube, Knauf und Wetterfahne, profilierte hölzerne Traufe, Schleppgaupe - bemerkenswerte Innenausstattung: Felderdecke mit originaler Ausmalung, dreiseitige Empore, barocke Ausmalung mit den Wappen und Namen der Patrone, Patronatsloge, Glocken und Vasa Sacra - Kriegerdenkmal: an der Westfassade der Kirche (links neben Eingangsportal) in rundbogige Nische eingestellt (mit seitlichen Pilastern und Schlussstein, gerade Verdachung), quaderförmige Sandsteinstele mit geradem kräftigem Aufsatz und Stahlhelm-Plastik, sowie Lorbeerrelief, an Stirnseite Ecklisenen und mittig Inschrifttafel „Ihren im Weltkriege 1914–1918 gefallenen Helden in Dankbarkeit gewidmet von der Gemeinde Klitzschen“, darunter Granittafel „Es starben den Heldentod ...“ und die Namen der Gefallenen - Fünf Grabmale an der Kirchenwand - Einfriedung des Kirchhofes: Bruchsteinmauer, unverputzte Porphyrsteine, an der Außenseite der Einfriedungsmauer eingemauertes Grabkreuz aus Sandstein (lateinisches Kreuz) mit Inschrift „Hier ruht Theodore Meyer“ (zum Teil unleserlich), im unteren Teil Negativform einer stehenden Figur (nur in Umrissen erkennbar) | 08966479 |
| Weitere Bilder | Pfarrhaus mit Anbau, Seitengebäude und ehemaliges Waschhaus des Pfarrhofes | Dorfanger 40 (Karte)         | Um 1800 (Pfarrhaus); um 1900 (Waschhaus)                                                                                            | Pfarrhaus Obergeschoss Fachwerk verbrettert, baugeschichtlich und ortsgeschichtlich von Bedeutung, bildet Ensemble mit benachbarter Kirche. - Pfarrhaus: zweigeschossig, Erdgeschoss massiv, verputzt, Obergeschoss Fachwerk, verbrettert, Rechteckfenster, Mansardwalmdach, Biberschwanzdeckung (Kronendeckung), Giebel verbrettert, Satteldach-Gaupen, giebelseitig zweigeschossiger Anbau (zwei Fensterachsen breit) mit Satteldach, Biberschwanzdeckung, beide Geschosse massiv, verputzt, daran ebenfalls giebelseitig anschließend eingeschossiger Stallanbau aus Bruchstein, verputzt, weiter Dachüberstand, Satteldach (steil), Giebeldreieck verbrettert - Waschhaus parallel gegenüber: eingeschossiger roter Klinkerbau, profilierte Traufe (Ziegelstein), Satteldach, Biberschwanzdeckung, Kronendeckung, im Giebel Rundbogenfenster, Sohlbänke, Rechteckfenster, Fensterläden, alte Fenster, hofseitig zweiflügelige Holztür (Dreifeldertür mit Oberlicht), Umbau zur Feierhalle des Friedhofs | 08966480 |

## Langenreichenbach
| Bild                                    | Bezeichnung                                                                                      | Lage                         | Datierung                                                      | Beschreibung | ID       |
| --------------------------------------- | ------------------------------------------------------------------------------------------------ | ---------------------------- | -------------------------------------------------------------- | --- | -------- |
| Weitere Bilder                          | Pfarrhaus mit Pfarrscheune und Einfriedung                                                       | Am Heidelbach 97 (Karte)     | Schlussstein bezeichnet mit 1804                               | Pfarrhaus vermutlich teilweise Fachwerk im Obergeschoss, baugeschichtlich und ortsgeschichtlich von Bedeutung. - Pfarrhaus: zweigeschossig, massiv, Sandsteingewände, Korbbogeneingang mit bezeichnetem Schlussstein, Rechteckfenster, im Obergeschoss Kreuzstockfenster und Winterfenster, Giebel verputzt, Krüppelwalmdach, profilierte Traufe, Betonziegel, traufseitiger eingeschossiger Anbau (eventuell Backhaus?) - Stallscheune: eingeschossig, massiv, Bruchstein, verputzt, langgestreckter Bau, Satteldach, Biberschwanzdeckung, Fledermausgauben, Holztore, zum Teil Holzsturz, Giebeldreieck Ziegelstein, verbretterte Ladeluke mit Holzläden. | 08966471 |
| Direkt Bild zu diesem Denkmal hochladen | Wegestein                                                                                        | Hauptstraße (Karte)          | Um 1900                                                        | Sandsteinstele mit Inschriftund pyramidalem Abschluss, verkehrsgeschichtliche Bedeutung. Eingemeißelte Inschrift und Richtungspfeile, „Langenreichenbach“ und „Torgau 10 km“, „Schildau 4 km“ und „Klitzschen 2 km“. | 08966519 |
|                                         | Transformatorenstation                                                                           | Hauptstraße 24 (vor) (Karte) | Um 1910                                                        | Zeugnis der Elektrifizierung, seltene Bauform, ortsbildprägend, Zeugnis der Elektrifizierung, versorgungsgeschichtlich und technikgeschichtlich von Bedeutung. Quadratischer Grundriss, Klinkersockel, rechteckiger Eingang mit gerader Verdachung auf kräftigen abgeschrägten Konsolen, Biberschwanzdeckung, hellgelber Putz, hölzerne Kastentraufe, Mansardzeltdach, Biberschwanzdeckung, Kugelaufsatz, an oben verjüngend an allen vier Seiten, Blendnischen (rundbogig). | 08966474 |
| Weitere Bilder                          | Kirche und Kirchhof mit Einfriedung sowie Denkmal für die Gefallenen des Ersten Weltkrieges      | Kirchstraße 2 (Karte)        | 2. Hälfte 12. Jahrhundert (Kirche); nach 1918 (Kriegerdenkmal) | Romanische Chorturmkirche, verputzter Bruchsteinbau mit eingestelltem Chorturm, baugeschichtlich, kunstgeschichtlich und ortsgeschichtlich von Bedeutung. - Kirche: mit Apsis (Kegeldach), Turm auf rechteckigem Grundriss mit Zwerchgiebel und Dreiecksgiebel, Laterne, Spitze, Schieferdeckung, Kugel, Wetterfahne, im Turm Rechteckfenster und Ochsenauge, süd- und nordseitig Sakristeianbau (quadratisch), Schiff mit Rundbogenfenster, Satteldach, Biberschwanzdeckung, Fledermausgaupen, Westfassade Eingangsportal (Korbbogen) mit Kämpfer, gerade Verdachung - Einfriedung: Feldsteinmauer, verputzt, Biberschwanzdeckung - Eingangsportal: dreistufige Mauer, mittig erhöht, großes Rundbogentor, darüber Inschrift „Ich will Frieden geben an diesem Ort. Hagg. 2,10“ (außenseitig) und „Selig sind die Toten, die in dem Herrn sterben. Offb. Joh. 14.13“ (innenseitig), flankiert von zwei kleinen Leutepforten (Rundbogen, zum Teil vermauert) - Kriegerdenkmal: rötliche Porphyr-Stele, mittig erhöht mit Attika und Dreiecksgiebel, Eisernes Kreuz (Relief) und zwei figürliche Reliefe (Engel/Fama mit totem Krieger), Inschrift „1914, 1918“ und „Ihren gefallenen Helden die dankbare Gemeinde Langenreichenbach“, in seitlichen Feldern die Namen der Gefallenen in Art-deco-Rahmung | 08966470 |
| Weitere Bilder                          | Bockwindmühle Drubig                                                                             | Kirchstraße 30 (bei) (Karte) | 19. Jahrhundert                                                | Ruinöser Bau mit erhaltener Mühlentechnik, von ortsgeschichtlicher, technikgeschichtlicher und landschaftsgestaltender Bedeutung. Mühlenkasten mit verbrettertem Fachwerkgerüst, rechteckiger Grundriss, Satteldach, Holzschindeln, Bock, Mahlgang, Flügelkreuz und Steert zum Teil erhalten. | 08966476 |
| Weitere Bilder                          | Mühlengebäude mit Mühlentechnik und Wohnteil über winkligem Grundriss (Mühle Rudolph Kretschmar) | Mühlgasse 1 (Karte)          | Um 1900 (Mühle); Mitte 20. Jahrhundert (Mühlentechnik)         | Wassermühle, technikgeschichtlich und ortsgeschichtlich von Bedeutung. - Mühlengebäude: zweigeschossig mit Drempel, massiv, verputzt, auf winkelförmigem Grundriss, Segmentbogenfenster und Rechteckfenster, viergeschossiger Innenraum mit alter Mühlentechnik, Schrotgang mit Mühlstein, Fahrstuhl, Wellenantrieb, zwei Mischmaschinen, Walzenstuhl (Mitte 20. Jahrhundert und um 1900) - im Winkel angebautes Müllerwohnhaus: zweigeschossig, massiv, verputzt, im Dach Lagerraum, Krüppelwalmdach und Satteldach, Biberschwanzdeckung, im Drempel liegende Rechteckfenster, Gesimsbänder, Türen und Fenster erneuert | 08966521 |
| Weitere Bilder                          | Herrenhaus des ehemaligen Ritterguts Langenreichenbach (auch Rittergut Zech)                     | Zechs Weg 1 (Karte)          | Um 1830                                                        | Benannt nach dem letzten Rittergutsbesitzer Heinrich Zech, stattlicher Putzbau mit Krüppelwalmdach, Äußeres abträglich vereinfacht, Reste der originalen klassizistischen Fassadengliederung erhalten, von ortsgeschichtlicher und heimatgeschichtlicher Bedeutung | 09305096 |

## Schöna
| Bild           | Bezeichnung                                                                 | Lage                                                               | Datierung                                    | Beschreibung | ID       |
| -------------- | --------------------------------------------------------------------------- | ------------------------------------------------------------------ | -------------------------------------------- | --- | -------- |
|                | Wegestein                                                                   | Salzstraße 26 (bei), am Abzweig nach Röcknitz und Strellen (Karte) | 19. Jahrhundert                              | Sandsteinstele mit Inschrift, verkehrsgeschichtliche Bedeutung. Quadratisch, zum Teil verwittert, eingemeißelte Inschrift „Mölbitz“, „Schildau, Strelln“ (schlecht leserlich). | 08966497 |
| Weitere Bilder | Kirche mit Ausstattung, Kirchhof, Einfriedungsmauer und Freimaurergrabstein | Schulschleife (Karte)                                              | 1. Hälfte 13. Jahrhundert (Reste der Kirche) | Im Kern spätromanische Saalkirche, im 15. Jahrhundert umgebaut, baugeschichtlich, kunstgeschichtlich und ortsgeschichtlich von Bedeutung. - Kirche: einschiffig, massiv, verputzt, Korbbogenfenster, Satteldach, Biberschwanzdeckung, rechteckiger Westturm mit oktogonalem Glockengeschoss und Welscher Haube (Dachpappe), Knauf, Wetterfahne, rundbogige Glockenturmfenster, profilierte Traufe (massiv), im Osten 3/8-Chor und rechteckiger Sakristeianbau - Freimaurergrabstein: Sandsteinstele auf rechteckigem Sockel, Vorderseite mit Dreiecksgiebel und figürlichem Relief (stark verwittert), von Halbsäulen gerahmt (ionische Kapitelle), an der Rückseite eingemeißelte Inschrift „Die Ihr gern mit mir geweinet. Und am Kummertage Bei der langen Klage, Tröstend habet Euch um mich vereinet: Heil sei Euch!“, Relief sechszackiger Stern - auf dem Kirchhof vor dem Chor der Kirche wurde nach 1990 ein neues Kriegerdenkmal errichtet, kein Denkmal | 08966496 |
|                | Wohnhaus eines ehemaligen Vierseithofes                                     | Schulschleife 28 (Karte)                                           | Ende 18. Jahrhundert                         | Obergeschoss Fachwerk verputzt, baugeschichtlich und ortsgeschichtlich von Bedeutung. Zweigeschossig, Erdgeschoss massiv, Rechteckfenster, im Obergeschoss alte Holzfenster, im Erdgeschoss zum Teil Sandstein-Fenstergewände, steiles Satteldach (Beton-Krempziegel), hölzerne Traufe (straßenseitig profiliert), Giebel massiv, hofseitig eingeschossiger späterer Anbau, innen Kellergewölbe, originale Türen (Zweifeldertüren), im Obergeschoss barocke Bögen (Korbbögen), liegender Dachstuhl. | 08966502 |

## Strelln
| Bild           | Bezeichnung                                                                 | Lage                           | Datierung                                                       | Beschreibung | ID       |
| -------------- | --------------------------------------------------------------------------- | ------------------------------ | --------------------------------------------------------------- | --- | -------- |
|                | Gutspark und Allee des ehemaligen Rittergutes                               | Am Gutshof 3 (Karte)           | 18. Jahrhundert                                                 | Von ortsgeschichtlicher und gartenkünstlerischer Bedeutung. Ringförmig um das Gutshaus angelegter Park in Hanglage, Reste des alten Baumbestandes. Das Rittergut Strelln wurde erstmals 1445 urkundlich erwähnt. Es gehörte u. a. den Adelsfamilien von Nischwitz, von Ploetz und von Arnstedt. Mitte des 18. Jahrhunderts gelangte es in den Besitz der Familie von Hoym, wo es bis 1830 verblieb. Ab Mitte des 19. Jahrhunderts hatte es ausschließlich bürgerliche Eigentümer.Der Gutspark entstand vermutlich Ende des 18. Jahrhunderts und wurde als Landschaftspark angelegt. Doch kann davon ausgegangen werden, dass auch schon vorher Zier- und Wirtschaftsgärten vorhanden waren. Im Park blieben Reste des Wegesystems ebenso erhalten wie wertvoller Altgehölzbestand aus u. a. Linden, Hainbuchen, Stiel-Eichen, Rot-Buchen, Berg-Ahorn und Schwarz-Kiefern. Nahe dem ehemaligen Standort des Herrenhauses befinden sich zwei stattliche Blut-Buchen; im ehemaligen Wirtschaftshof vier Linden, die ursprünglich vor der Fassade des Gebäudes eine Baumreihe bildeten. Von den beiden Teichen des Ritterguts ist einer erhalten geblieben, der andere ist im Gelände ablesbar. Nach Abriss des Herrenhauses 2016 ist der Gutspark das letzte Zeugnis des Ritterguts Strelln und damit insbesondere von ortshistorischer und gartenhistorischer Bedeutung. Herrenhaus und Toreinfahrt wurden 2016 abgebrochen. | 08966504 |
|                | Gasthaus „Zum Gambrinus“ und Saalbau eines Gasthofes                        | Doberschützer Straße 2 (Karte) | Mitte 19. Jahrhundert                                           | Gasthaus Obergeschoss Fachwerk verputzt, Saalbau massiv mit großen Rundbogenfenstern, ortsbildprägender und ortsgeschichtlich bedeutender Bau. - Gasthaus (Wohnstallhaus): zweigeschossig, Erdgeschoss massiv, Obergeschoss Fachwerk, verputzt, Holzsohlbänke, hofseitig Eingang mit Holzgewände, originale Eingangstür mit Oberlicht (Zweifeldertür), zum Teil Kreuzstockfenster und Winterfenster, Rechteckfenster, im Inneren Korbbögen, Stalleingang mit Oberlicht, Holztraufe, Satteldach, Krempziegel, traufseitig (zum Teich hin) eingeschossiger Anbau - Saal: zweigeschossig, giebelseitig zur Straße gerichtet, Kellerzugang, mittig Treppenaufgang zum Saal, zweiflügelige Eingangstür mit Oberlicht (Buntglas), Rechteckfenster mit Sohlbänken, Putzgliederung, Attika mit Segmentbogen-Giebelbekrönung (mittig), nach hinten langgestreckter Saal mit Rundbogenfenstern, Satteldach (Biberschwanzdeckung), alte Fenster mit Oberlicht-Sprossen, Ziegelsteintraufe, eingezogener Bühnenanbau mit Walmdach (Biberschwanzdeckung), im Giebel Rundbogenfenster (Zwillingsfenster) - Einfriedung: Bruchsteinmauer, verputzt, Krempziegel-Abdeckung | 08966505 |
| Weitere Bilder | Kirche und Kirchhof sowie Denkmal für die Gefallenen des Ersten Weltkrieges | Mühlbergstraße (Karte)         | 1. Viertel 18. Jahrhundert (Kirche); nach 1918 (Kriegerdenkmal) | Barocke Saalkirche, Putzbau mit querrechteckigem Westturm, baugeschichtlich und ortshistorisch von Bedeutung. - Kirche: einschiffige Saalkirche, massiv, verputzt, Westturm auf quadratischem Grundriss, Segmentbogeneingang mit Schlussstein und alter Holztür, Faschen, Walmdach, Biberschwanzdeckung, Wetterfahne, insgesamt Rundbogenfenster, eingezogener rechteckiger Chor, an der Ostseite Gemeinderaumanbau von 1960 - Kriegerdenkmal: quaderförmiger Sandsteinblock auf Treppensockel, gestufter Aufsatz mit Plastik (Soldatenhelm und Eichenlaub), an der Stirnseite eingemeißelte Inschrift „Zum Gedächtnis unserer im Kriege 1914–1918 Gefallenen. Sie mögen ruhen in Frieden und das ewige Licht leuchte ihnen.“, an der Schmalseite Inschrift „Den Tod für das Vaterland starben im Osten:..“ (Namen der Gefallenen), an der Rückseite Inschrift „Gewidmet von der Gemeinde Strelln“, seitliche Inschrift „Den Tod fürs Vaterland starben im Westen“ (Namen der Gefallenen) | 08966506 |
|                | Wohnstallhaus eines Dreiseithofes                                           | Mühlbergstraße 11 (Karte)      | 19. Jahrhundert                                                 | Eingeschossiger Lehmbau, baugeschichtlich und sozialgeschichtlich von Bedeutung. Massiv, Lehm, Mittelteil Ziegelstein (zum Teil), hofseitig verputzt, im vorderen Gebäudeteil Eingangstür mit Oberlicht, alte Tür, im hinteren Gebäudeteil ehemals Stall, Eingang mit Oberlicht, Rechteckfenster, Satteldach, Biberschwanzdeckung. | 08966498 |

## Wildenhain
| Bild           | Bezeichnung                                                                   | Lage                                | Datierung                                      | Beschreibung | ID       |
| -------------- | ----------------------------------------------------------------------------- | ----------------------------------- | ---------------------------------------------- | --- | -------- |
|                | Wohnhaus und nördlicher Anbau eines Vierseithofes                             | Alte Schulstraße 5 (Karte)          | Mitte 19. Jahrhundert                          | Stattlicher Putzbau mit Krüppelwalmdach, Zeugnis der Wohn- und Wirtschaftsweise, baugeschichtlich und straßenbildprägend von Bedeutung. - Wohnhaus: zweigeschossig, massiv, verputzt, Fensterfaschen, Krüppelwalmdach, Biberschwanzdeckung, Fledermausgaupen, Segmentbogeneingang mit Treppenaufgang, profilierte Traufe (massiv), an rückwärtiger Traufseite Eisenzuganker, Rechteckfenster - Anbau giebelseitig nach hinten an Wohnhaus anschließend: zweigeschossig, aber niedriger als Wohnhaus, massiv, verputzt, Satteldach, Biberschwanzdeckung, Fensterfaschen, rechteckiger Eingang mit Oberlicht, Tür erneuert, insgesamt denkmalgerecht saniert | 08966464 |
|                | Westliches Wohnhaus und nordöstliche Scheune eines Dreiseithofes              | Alte Schulstraße 6 (Karte)          | 18. Jahrhundert                                | Ortsbildprägender Bauernhof von eindrucksvoller Kubatur, wahrscheinlich ältestes Gehöft des Ortes, baugeschichtlich von Bedeutung. - Wohnhaus: eingeschossig, massiv (zum Teil Lehm, dicke Wände), verputzt, mächtiges Mansarddach (Krempziegel), im Keller Tonnengewölbe, Rechteckfenster, Fenster erneuert, hofseitig Eingangshäuschen (neu), Dachflächenfenster, im Inneren Lehmwände - Scheune: eingeschossig, massiv, verputzt (Ziegelstein), traufseitig Holztor (eventuell Durchfahrtsscheune), Holzläden, Satteldach, Biberschwanzdeckung | 08966465 |
|                | Schule mit angebautem Lehrerwohnhaus und Nebengebäude sowie Einfriedungsmauer | Alte Schulstraße 8 (Karte)          | Um 1900                                        | Schule und Lehrerwohnhaus Klinkerbauten, das Nebengebäude ist sowohl Toilettengebäude für die Schüler als auch Leichenhalle für angrenzenden Kirchhof, baugeschichtlich und ortsgeschichtlich von Bedeutung. - Schule: ein- und zweigeschossiger Klinkerbau, rote Klinkergliederung (Sohlbänke, Fenstergewände, profilierte Traufe (Zahnschnitt), Sturzbögen), Segmentbogenfenster, Satteldach, Biberschwanzdeckung (zum Teil Kronendeckung) und Krempziegel, an Giebelseiten jeweils dreistufige Giebelbekrönung, hofseitig eingeschossiges Gebäude aufgestockt (Lehrer-Wohnhaus), straßenseitig Schleppgaupe, zwei Segmentbogentore - Nebengebäude: hofseitig Toiletteneingänge, straßenseitig großes Segmentbogentor für Leichenwagen (Leichenhalle), Segmentbogenfenster, im Giebeldreieck Rechteckfenster mit Holzläden, eingeschossiger roter Klinkerbau mit Satteldach, Biberschwanzdeckung - Einfriedung: rote Klinkermauer, quadratische Torpfeiler mit Satteldach-Abdeckung, Holztor (neu) | 08966463 |
| Weitere Bilder | Wegestein                                                                     | Gräfendorfer Straße (Karte)         | 19. Jahrhundert                                | Sandsteinsäule mit Inschrift der Orte (Torgau, Weidenhain, Wildenhain, Gräfendorf), Zeitangaben (in Stunden) und Richtungspfeile, verkehrsgeschichtlich von Bedeutung | 08966523 |
| Weitere Bilder | Kirche und Kirchhof mit Einfriedung sowie ein Grabmal                         | Kirchplatz (Karte)                  | 1782 (Kirche); Mitte 18. Jahrhundert (Grabmal) | Spätbarocke Saalkirche, verputzter Sandsteinbau, Westturm mit Haube und Laterne, baugeschichtlich, kunstgeschichtlich und ortsgeschichtlich von Bedeutung. - Kirche: einschiffige Westturmkirche, Turm auf gequadertem Grundriss, nach oben oktogonal mit Welscher Haube, oktogonale Laterne und Spitze, Segmentbogenportal mit Sandsteingewände und Schlussstein, darüber Ochsenauge, Rundbogenfenster - auf dem Friedhof Rokoko-Sandsteingrabmal des Oberförsters Schulze: zwei vollplastische Figuren, Allegorien (Totenskelett und Narr), seitlich Palmenzweige, Sockel mit Kartusche | 08966467 |
|                | Pfarrhaus und Seitengebäude eines Pfarrhofes                                  | Kirchplatz 1 (Karte)                | Um 1800 und später                             | Winkelhof, Pfarrhaus Obergeschoss Fachwerk verputzt, baugeschichtlich und ortsgeschichtlich von Bedeutung. - Pfarrhaus: zweigeschossig, massiv (Erdgeschoss), verputzt, Obergeschoss Fachwerk verputzt, Rechteckfenster, zum Teil Kreuzstockfenster (Holzfenster erneuert), Fensterfaschen, Giebel massiv erneuert, Satteldach, profilierte Traufe - Stallanbau: Seitengebäude im Winkel anschließend: eingeschossig, massiv, verputzt, Satteldach, Biberschwanzdeckung (Kronendeckung) | 08966466 |
| Weitere Bilder | Motormühle mit Mühlentechnik                                                  | Wildenhainer Hauptstraße 29 (Karte) | 1907 erbaut (als Dampfmühle)                   | Von hoher mühlentechnischer Bedeutung, bildet Ensemble mit angrenzendem Sägewerk, beide von der gleichen Dampfmaschine betrieben. - Mühle: ursprünglich Dampfmühle (seit 1907 bis 1954 vom Sägewerk aus betrieben), 1932 Erweiterung des vorhandenen Mühlengebäudes, 1945 Brand, 1946/47 Wiederaufbau und Aufnahme des Mühlbetriebes, ab 1954 durch Motor betrieben (gemahlen, geschrotet und bis 1990 gequetscht), letzte der vielen Mühlen (meist Bockwindmühlen) der unmittelbaren Umgebung, von denen die älteste schon im 30-jährigen Krieg erwähnt wurde, zweigeschossig, massiv, verputzt (Ziegelstein), Flachdach (1946/47 erbaut), Rechteckfenster, Ladeluken und Holztore - im Inneren Mühlentechnik: im Erdgeschoss ein Walzenstuhl (1955 gebraucht gekauft) der Firma Sekt aus Dresden und zweiter Walzenstuhl aus Chemnitz, Maschinenfabrik Max Kaermssen (stammt ursprünglich aus Bockwindmühle), im Obergeschoss Schäl- und Putzmaschine der Firma Enger, bis 1989 betrieben          | 08966462 |
| Weitere Bilder | Sägewerk Knöfel mit alter Sägewerkstechnik                                    | Wildenhainer Hauptstraße 29 (Karte) | 1901 (Gründung Sägewerk)                       | Ursprünglich Dampfsägewerk, von hoher technikgeschichtlicher Bedeutung, bildet Ensemble mit angrenzender Mahlmühle, beide werden von der gleichen Dampfmaschine betrieben. Eingeschossig, massiv (Ziegelstein, verputzt), flaches Satteldach (Pfettendach), Dachpappe, straßenseitiger niedriger Anbau (von 1945) mit Pultdach, Drempel verbrettert, an einer Giebelseite zwei große Holztore, Giebel verbrettert, Dachhaus mit Satteldach (verbrettert). Im Inneren Sägegatter (Horizontalgatter) und Spannwagen (automatischer Senkwagen), im Anbau Schleifmaschine (Foto 7) von 1936, Dampfmaschine bis 1954 in Betrieb. Sägeplatz, Sägewerk von Julius und Ernst Knöfel gegründet (betrieben mit Dampfmaschine Baujahr 1907, Typ von Lanz/ Mannheim, wurde inzwischen nach Schkeuditz verkauft), Sägewerk genutzt für Lohnschnitt. | 08966461 |

## Wildschütz
| Bild           | Bezeichnung | Lage                          | Datierung                                                                                   | Beschreibung | ID       |
| -------------- | --- | ----------------------------- | ------------------------------------------------------------------------------------------- | --- | -------- |
|                | Wegestein | Dorfstraße (Karte)            | Um 1900                                                                                     | Verkehrsgeschichtlich von Bedeutung. Porphyrstele (grauer Porphyr) mit eingemeißelter Inschrift (schwarz gefasst) „Hoburg“, „Schöna“ und „Kobershain, Probsthain, verbotner Weg“ sowie jeweils Richtungspfeile. | 08966493 |
| Weitere Bilder | Wohnhaus, zwei Seitengebäude, Scheune sowie ehemalige Schmiede und Einfriedung eines Dreiseithofes                                                                                            | Dorfstraße 7 (Karte)          | Um 1855, im Kern älter (Bauernhaus und Schmiede); 1910 (Scheune)                            | Massivbauten, ortsbildprägende Hofanlage, baugeschichtlich und ortsgeschichtlich von Bedeutung. - Wohnhaus: zweigeschossig, massiv (Ziegelmauerwerk, im Innern Lehmziegel), verputzt, in Folge der Einrichtung einer Schmiede im Auszugshaus um 1855 straßenseitige Erweiterung für Altenteil, im Obergeschoss spätbarocke Deckenbemalung (derzeit zum Schutz mit Papier überklebt), im Hausflur Fußbodenbelag aus (Wildschützer) Quarzporphyrplatten, Eingangstür Nachbau einer Tür um 1870 (Eiche, Vorbild Tür aus Probsthain), Satteldach (Dachstuhl weitgehend erneuert, seit Sanierung 2004 mit Handstrichbibern gedeckt), Rechteckfenster innen mit Sturzbögen, nordseitig (Außenseite) zweigeschossiger Anbau von 1910/11, um 1960 Umbaumaßnahmen im Erdgeschoss zur Nutzung durch Arzt und Gemeindeschwester (Sprech- und Wartezimmer) - an das Wohnhaus anschließend zwei Seitengebäude: zunächst eingeschossiger Bau, massiv in Bruchstein und Ziegel, verputzt, Eingang mit Oberlicht, niedriges Satteldach, alter Kuhstall mit preußischem Kappengewölbe auf gusseisernen Säulen, Segmentbogenfenster, folgend zweigeschossiger Bau, ebenfalls massiv in Bruchstein und Ziegel, verputzt, Stall und Remise, Futterboden, Traufprofil in Klinker - ehemalige Schmiede (auf der Südseite des Hofes): ursprünglich Altenteil, um 1855 Einrichtung als Schmiede (bis nach 1930 als solche genutzt), 1999–2005 umfassende Sanierung, zweigeschossig, Bruchstein, verputzt (Kalkputz), Satteldach (Handstrichbiber seit Sanierung), giebelseitig zur Straße großes rechteckiges Holztor, im Giebel Rundbogenfenster - Scheune: massiv in Bruchstein und Ziegel, verputzt, mit Vorratskeller, Stallteil und Durchfahrt, Traufprofil in Klinker - Toreinfahrt und Einfriedung: Bruchsteinmauer (erneuert) mit Eisenzaun, Torpfeiler ebenfalls in Bruchstein, Holztore erneuert | 08966485 |
|                | Wohnhaus, Seitengebäude und Scheune eines Dreiseithofes sowie Einfriedung | Dorfstraße 9a (Karte)         | Um 1900                                                                                     | Zeugnis der bäuerlichen Wohn- und Wirtschaftsweise vergangener Zeiten, baugeschichtlich und wirtschaftsgeschichtlich von Bedeutung. - Wohnhaus: zweigeschossig, massiv, verputzt, Rechteckfenster, Winterfenster, alte Fenster, Satteldach (Biberschwanzdeckung, Kronendeckung), Zahnschnitt-Ziegelstein-Traufe, Schleppgaupe, im Giebel Rundbogenfenster, im Keller Tonnengewölbe, hofseitig ehemaliger Ladeneingang mit Holztür - Durchfahrtsscheune: eingeschossig, massiv, Satteldach (Betonziegel), großes Holztor, unterkellert - Einfriedung: Granitpfeiler (Leutepforte) und Bruchsteinmauer, verputzt - Seitengebäude: eingeschossig, Pultdach, massiv, verputzt | 08966486 |
| Weitere Bilder | Waagehäuschen | Dorfstraße 25 (bei) (Karte)   | Mitte 20. Jahrhundert                                                                       | Zeugnis der bäuerlichen Wirtschaftsweise des letzten Jahrhunderts, technik- und ortsgeschichtlich von Bedeutung. Eingeschossig, massiv, verputzt, Rechteckfenster, hölzerne Traufe, Walmdach (Beton-Falzziegel), Ziegelstein-Esse, im Inneren eiserne Waage, giebelseitig rechteckiger Eingang mit gestuftem Ziegelsteingewände, Holztür, seit 2004 Nutzung als Backhaus. | 08966484 |
|                | Transformatorenstation | Dorfstraße 26 (bei) (Karte)   | Um 1900                                                                                     | Zeugnis der Elektrifizierung, ortsbildprägend, technik- und versorgungsgeschichtlich von Bedeutung. Turm auf rechteckigem Grundriss, Bruchsteinsockel, Rechteckiger Eingang, massiv, verputzt, Satteldach, Biberschwanzdeckung, Holztraufe. | 08966494 |
|                | Pfarrhaus, Seitengebäude, Scheune und Einfriedung des Pfarrhofes sowie Pfarrgarten | Dorfstraße 28 (Karte)         | 1772 (Pfarrhaus); um 1900 (Stall)                                                           | Als Pfarrhof baugeschichtlich und ortsgeschichtlich von Bedeutung. - Pfarrhaus: zweigeschossig, massiv, verputzt, Rechteckfenster, Satteldach, Biberschwanzdeckung, Fledermausgaupen, Putzfaschen, rechteckiger Eingang mit Sandsteingewände, Holztür mit Oberlicht (Tür erneuert), profilierte Traufe - Stall/Seitengebäude: eingeschossig, massiv, verputzt, Segmentbogenfenster mit Ziegelsteingewände, gezahntes Traufgesims (Ziegelstein), Satteldach, Biberschwanzdeckung, Giebeldreieck ziegelsichtig, Segmentbogen-Eingänge - Scheune: eingeschossig, massiv, verputzt, großes rechteckiges Holztor, Satteldach, Biberschwanzdeckung - Einfriedung: quadratische Torpfeiler (verputzt), Sandstein-Abdeckung, Holztor, seitlich Bruchsteinmauer, verputzt, weiträumig um das Grundstück geführt | 08966489 |
|                | Nordwestliches Wohnstallhaus mit angebautem Seitengebäude (Stall) eines Dreiseithofes | Dorfstraße 31 (Karte)         | Anfang 19. Jahrhundert                                                                      | Wohnstallhaus Obergeschoss Fachwerk, weitgehend original erhaltenes Zeugnis bäuerlicher Wohn- und Wirtschaftsweise, baugeschichtlich von Bedeutung. Wohnhaus zweigeschossig, Erdgeschoss massiv, verputzt, Obergeschoss Fachwerk mit Lehmstaken, Giebel und Stall auch im Obergeschoss massiv, Giebeldreieck Ziegelstein-sichtig, Rechteckfenster mit Sohlbänken, zum Teil Putzfaschen, zum Teil Winterfenster, Satteldach, Krempziegel, Holztraufe, innen Lehmdecken, Wohnhaus an Außenseite (traufseitig) im Obergeschoss verbrettert, Ladeluke. | 08966490 |
| Weitere Bilder | Dorfkirche und Kirchhof Wildschütz (Sachgesamtheit) | Dorfstraße 36 (Karte)         | 18./19. Jahrhundert (Kirchhof)                                                              | Sachgesamtheit Kirche und Kirchhof Wildschütz mit folgenden Einzeldenkmalen: Kirche mit Ausstattung, Leichenhalle, Grabmal an der Kirchenwand und Denkmal für die Gefallenen des Ersten Weltkrieges sowie Einfriedung mit Kirchhofstor (siehe Einzeldenkmale 08966491 unter gleicher Anschrift) sowie der Kirchhof und die zuführende Allee (Gartendenkmal); historistische Saalkirche, Bruchsteinkirche mit Westturm, baugeschichtlich und ortsgeschichtlich und ortsbildprägend von Bedeutung | 09304762 |
| Weitere Bilder | Kirche mit Ausstattung, Leichenhalle, Grabmal an der Kirchenwand und Denkmal für die Gefallenen des Ersten Weltkrieges sowie Einfriedung mit Kirchhofstor (Einzeldenkmale zu ID-Nr. 09304762) | Dorfstraße 36 (Karte)         | Turm 1863; Saalkirche 1873; 2. Hälfte 18. Jahrhundert (Grabmal); nach 1918 (Kriegerdenkmal) | Einzeldenkmale der Sachgesamtheit Kirche und Kirchhof Wildschütz; historistische Saalkirche, Bruchsteinkirche mit Westturm, baugeschichtlich und ortsgeschichtlich von Bedeutung | 08966491 |
| Weitere Bilder | Ehemalige Schule und Scheune sowie Einfriedung | Dorfstraße 37 (Karte)         | 1883                                                                                        | Stattliche Bauten in Bruchsteinbauweise mit Klinkergliederung, bildet Ensemble mit Kirche, baugeschichtlich und ortsgeschichtlich von Bedeutung. - Schule: zweigeschossig, Bruchstein, unverputzt, Klinkergliederung (Gurt- und Traufgesims, Ecklisenen), Segmentbogenfenster, alte Fenster, Satteldach (Betonziegel), Ziergiebel mit gestuftem Traufgesims (Ziegelstein), Rundbogenfenster und Rundfenster, winkelförmiger Grundriss, im Winkel eingeschossiger Eingangsvorbau (Klinker) mit Ecklisenen - Scheune (Durchfahrtsscheune): eingeschossig, Bruchstein, unverputzt, Klinkergliederung, Segmentbogentor (Holztor), Segmentbogenfenster, alte Fenster, Satteldach (Biberschwanzdeckung und Betonziegel) - Einfriedung: Bruchsteinmauer, verputzt, Abdeckplatten | 08966492 |
|                | Denkmal für verunglückte Steinbrucharbeiter | Kobershainer Straße 2 (Karte) | Um 1940                                                                                     | Ortsgeschichtlich bedeutend, von künstlerischem Wert. Porphyrquadermauer, dreistufig abgestreppt, an Stirnmauer Sohlbank auf Konsolen und Gedenkstein mit Kupferblech-Inschrift „Den Opfern der Arbeit“ und die Namen der tödlich Verunglückten, darunter Kopfrelief eines Verwundeten, gekreuzter Hammer und Schlegel, errichtet zum Gedenken an die zwischen 1912 und 1941 verunglückten Steinbrucharbeiter des Porphyrsteinbruchs Wildschütz. | 08966513 |
|                | Villa (Nr. 1) und Einfriedungsmauer mit drei Torpfeilern (Nr. 1 und 3) | Lindenstraße 1, 3 (Karte)     | Ende 19. Jahrhundert                                                                        | Villa des Steinbruchpächters, Putzbau mit charakteristisch gegliederter Putzfassade, baugeschichtlich und ortsgeschichtlich von Bedeutung. - Villa: eingeschossig mit Drempel, Bruchsteinsockel, sonst massiv, verputzt, Putzgliederung, Rechteckfenster mit Schlussstein, Sohlbänke, Mittelrisalit mit Krüppelwalmdach, insgesamt Krüppelwalmdach (Biberschwanzdeckung), hölzernes Zahnschnitt-Traufgesims, profiliertes Hauptgesims, im Giebel Rundbogenfenster, zum Teil Winterfenster, giebelseitig Terrasse, Ecklisenen mit Putzfeldern - Einfriedung: massive Mauer, verputzt, Abdeckung aus glasierten Formziegeln, drei quadratische Torpfeiler mit Zeltdach (Krabbenziegel) | 08966487 |
|                | Wohnhaus | Lindenstraße 2 (Karte)        | Um 1880/1890                                                                                | Spätklassizistischer städtischer Bau von baugeschichtlicher und straßenbildprägender von Bedeutung. Zweigeschossig, massiv, verputzt, Putzgliederung (Gurtgesims, profilierte Fensterfaschen), Sohlbänke, Rechteckfenster, im Obergeschoss Fenster mit Dreiecksgiebelverdachung, giebelseitig originale Eingangstür (hochrechteckig) mit Oberlicht und Buntglasfenster, originales Treppenhaus, profilierte Traufe, Satteldach. | 08966488 |

## Ehemalige Denkmäler

### Ehemalige Denkmäler (Langenreichenbach)
| Bild                                    | Bezeichnung                                                                                        | Lage                   | Datierung                                                             | Beschreibung | ID       |
| --------------------------------------- | -------------------------------------------------------------------------------------------------- | ---------------------- | --------------------------------------------------------------------- | --- | -------- |
| Weitere Bilder                          | Gasthaus Apelt                                                                                     | Hauptstraße 4 (Karte)  | 2. Hälfte 19. Jahrhundert                                             | Putzbau mit Lisenengliederung im Obergeschoss, baugeschichtlich und ortsgeschichtlich von Bedeutung; 2015 abgerissen. Zweigeschossig, massiv, verputzt, Erdgeschoss Rechteckfenster, Obergeschoss Segmentbogenfenster, Ziegelstein-Traufgesims, im Giebel- und Obergeschoss Lisenengliederung, mittig Zwillingsfenster (Rundbogenfenster), im Giebeldreieck zwei Rundbogenfenster, Satteldach, Biberschwanzdeckung (Kronendeckung). Traufseitiger Anbau kein Denkmal (zum Friedhof), giebelseitig anschließendes Gebäude (rechts) kein Denkmal. | 08966475 |
| Direkt Bild zu diesem Denkmal hochladen | Nördliches Wohnhaus mit Stallanbau, östliche Scheune und südliches Auszugshaus eines Dreiseithofes | Kirchstraße 31 (Karte) | 19. Jahrhundert (Bauernhaus); 1. Hälfte 19. Jahrhundert (Auszugshaus) | Weitgehend ursprünglich erhaltene Hofanlage, baugeschichtlich und wirtschaftsgeschichtlich von Bedeutung; zwischen 2013 und 2015 abgerissen. - Wohnhaus: zweigeschossig, massiv, Bruchstein, verputzt, Rechteckfenster, alte Fenster, Krüppelwalmdach, Falzziegel, Holztraufe - Stallanbau: eingeschossig, zum Teil Bruchstein, zum Teil Lehm, verputzt, Eingang mit Oberlicht, liegende Rechteckfenster, Satteldach, Biberschwanzdeckung, abgetreppte Ziegelsteintraufe - Durchfahrtsscheune: eingeschossig, Fachwerk mit Lehmstaken, zum Teil Ziegelstein (Traufseite), Segmentbogentor und Rechtecktor (Lattentor), Satteldach, Biberschwanzdeckung, Giebel verbrettert - Auszugshaus bzw. Seitengebäude: eingeschossig, Bruchstein, verputzt, Rechteckfenster, Holzgewände, alte Fenster, Satteldach, Biberschwanzdeckung, traufseitig zurückspringend und weiter Dachüberstand, Holztraufe, Giebel verbrettert | 08966472 |

### Ehemaliges Denkmal (Wildenhain)
| Bild | Bezeichnung | Lage             | Datierung             | Beschreibung | ID       |
| ---- | ----------- | ---------------- | --------------------- | --- | -------- |
|      | Scheune     | Torfhaus (Karte) | Mitte 19. Jahrhundert | Mit Ziegelmauerwerk und Resten älterer Fachwerkkonstruktion sowie bemerkenswertem Dachstuhl, als Zeugnis der alten Torfstecher- und Waldarbeitersiedlung baugeschichtlich und ortsgeschichtlich von Bedeutung; zwischen 2017 und 2018 abgerissen. Eingeschossiger roter Klinkerbau, zum Teil Fachwerk mit Klinkerausfachung, Satteldach, Biberschwanzdeckung (handgestrichene Dachziegel), Giebelbekrönung (Knauf), traufseitig schießschartenähnliche Öffnungen, zum Teil kreuzförmig, in der Mittelachse des Dachstuhls Andreaskreuze, an der Traufseite mittiges großes Holztor, ein Giebel verbrettert, ein Giebel erneuert, Segmentbogenfenster, Holztraufe. | 08966357 |

## Tabellenlegende
- Bild: Bild des Kulturdenkmals, ggf. zusätzlich mit einem Link zu weiteren Fotos des Kulturdenkmals im Medienarchiv Wikimedia Commons. Wenn man auf das Kamerasymbol klickt, können Fotos zu Kulturdenkmalen aus dieser Liste hochgeladen werden:
- Bezeichnung: Denkmalgeschützte Objekte und ggf. Bauwerksname des Kulturdenkmals
- Lage: Straßenname und Hausnummer oder Flurstücknummer des Kulturdenkmals. Die Grundsortierung der Liste erfolgt nach dieser Adresse. Der Link (Karte) führt zu verschiedenen Kartendiensten mit der Position des Kulturdenkmals. Fehlt dieser Link, wurden die Koordinaten noch nicht eingetragen. Sind diese bekannt, können sie über ein Tool mit einer Kartenansicht einfach nachgetragen werden. In dieser Kartenansicht sind Kulturdenkmale ohne Koordinaten mit einem roten bzw. orangen Marker dargestellt und können durch Verschieben auf die richtige Position in der Karte mit Koordinaten versehen werden. Kulturdenkmale ohne Bild sind an einem blauen bzw. roten Marker erkennbar.
- Datierung: Baubeginn, Fertigstellung, Datum der Erstnennung oder grobe zeitliche Einordnung entsprechend des Eintrags in der sächsischen Denkmaldatenbank
- Beschreibung: Kurzcharakteristik des Kulturdenkmals entsprechend des Eintrags in der sächsischen Denkmaldatenbank, ggf. ergänzt durch die dort nur selten veröffentlichten Erfassungstexte oder zusätzliche Informationen
- ID: Vom Landesamt für Denkmalpflege Sachsen vergebene, das Kulturdenkmal eindeutig identifizierende Objekt-Nummer. Der Link führt zum PDF-Denkmaldokument des Landesamtes für Denkmalpflege Sachsen. Bei ehemaligen Kulturdenkmalen können die Objektnummern unbekannt sein und deshalb fehlen bzw. die Links von aus der Datenbank entfernten Objektnummern ins Leere führen. Ein ggf. vorhandenes Icon  führt zu den Angaben des Kulturdenkmals bei Wikidata.

## Ausführliche Denkmaltexte
1. ↑  Bahnhof Mockrehna:
  - Empfangsgebäude: zweigeschossig, roter Klinkerbau, symmetrisch gegliedert durch erhöhte Eckrisalite mit Zwerchhaus (im Obergeschoss drei Rundbogenfenster) und kleinerem Mittelrisalit (im Obergeschoss zwei Rundbogenfenster), Ecklisenen, Fenstergewände abgetreppt (Stufengewände), Fenster rundbogig überfangen (Ziegelstein), Gurtgesims Ziegelstein-Zahnfries, Traufgesims, Risalite mit Rundfenster im Giebel, im Erdgeschoss Segmentbogenfenster, Eingangsvorhäuschen aus der Mittelachse heraus versetzt (eingeschossig mit Treppenaufgang, Holztür, Satteldach), alte Fenster, insgesamt Satteldach (Pfettendach), Pappe, zum Bahnsteig Aufschrifttafel „Mockrehna“, giebelseitig eingeschossiger Anbau mit Laderampe (Satteldach)
  - Besonderheiten des zweiflügligen Bahnhofstyp mit mittigem Verbindungsbau in Mockrehna: Eine Variation des Types ist der höhere, zweiflüglige Mittelteil. Das besonders schöne rote Klinkermaterial und die Fensterabschlüsse als Segmentbogen im Erdgeschoss und als Rundbogen im Obergeschoss sind typisch für Empfangsgebäude der Strecke Halle–Cottbus. Die kleinen, späteren Anbauten passen in Stil und Material zum Originalbau und stören deshalb dessen authentisches und gut erhaltenes Erscheinungsbild im Unterschied zu ersten Dachschäden nicht.
  - Bahnsteig: Basaltpflaster, Graniteinfassung
  - Toilettenhaus: eingeschossiger roter Klinkerbau mit Drempelgeschoss, Segmentbogen-Eingänge (zugemauert), Lisenengliederung, Zahnschnitt-Gurtgesims, im Drempel Segmentbogen-Blendfenster, giebelseitig (zum Bahnsteig) zwei Rundfenster, Satteldach (Pfettendach mit profilierten Sparrenköpfen)
  - Nebengebäude/Schuppen: eingeschossiger roter Klinkerbau, giebelseitig Segmentbogen-Eingang, Segmentbogen-Ladeluken, zum Bahnsteig hin zwei Segmentbogen-Eingänge mit Oberlicht, Segmentbogenfenster, darüber Tafel „Mockrehna“, Satteldach (Pfettendach), profilierte Sparrenköpfe
  - Güterschuppen: eingeschossiger roter Ziegelsteinbau, Satteldach (Pfettendach), zur Straße Laderampe auf Ziegelstein-Pfosten, darüber Schauer (weiter Dachüberstand), großes Holzschiebetor, Eisenschiene, giebelseitig ebenfalls großes Holztor (Hocheinfahrt), Rechteckfenster, giebelseitig eingeschossiger Anbau mit profilierter Traufe (verputzt), Dreiecksgiebel mit profiliertem Traufgesims
  - Pflasterung: vom Güterschuppen bis zur Schildauer Straße (Kopfsteinpflaster) auf der Bahnhofstraße, bis zum Empfangsgebäude einseitig Kastanienbäume, vom Empfangsgebäude bis zur Schildauer Straße Kastanienallee
  - an der Schildauer Straße Weichenstellerhaus des Fahrdienstleiters am Bahnübergang: zweigeschossig, massiv, verputzt (Erdgeschoss), Rechteckfenster (im Erdgeschoss Glasbausteine), Obergeschoss vorkragend, verschiefert, hochrechteckige Holzfenster, Walmdach (Biberschwanzdeckung), giebelseitig abgeschleppt (Frackdach, Biberschwanzdeckung), Anbau mit Zierfachwerk im Obergeschoss (Andreaskreuze), kleine quadratische Fenster, vorspringender eingeschossiger Anbau, Holztüren (1930er Jahre)
  - zweites Weichenstellerhaus (am Streckenkilometer 64,0 gelegen): zweigeschossig, Klinker, flaches Walmdach, Pfettendach, profilierte Sparrenköpfe, Rechteckfenster, giebelseitig Segmentbogeneingang, Sohlbänke traufseitig eingeschossiger Anbau, verputzt, traufseitig Inschrifttafel „Mockrehna“
  - Streckengeschichte: Halle (Saale)–Cottbus, Hauptbahn, 176 km Länge, Eröffnung 1871/72, heute betrieben. Die vom preußischen „Eisenbahnkönig“ Bethel Henry Strousberg gegründete Halle-Sorau-Gubener Eisenbahn-Gesellschaft (HSGE) errichtete als ihre erste und zentrale Linie die Strecke Halle – Cottbus, deren erster Abschnitt zwischen Cottbus und Guben am 1. September 1871 eröffnet wurde. Der Mockrehna betreffende Teilabschnitt Falkenberg – Eilenburg wurde am 1. Mai 1872 eröffnet, die Inbetriebnahme der Gesamtstrecke erfolgte am 30. Juni 1872. Da die Erträge der preußischen Privatbahn hinter den Erwartungen zurückblieben, wurde ihre Betriebsführung am 1. Januar 1877 der Preußischen Staatsbahn übertragen, die die gesamte HSGE 1885 erwarb. In den Jahren 1896 bis 1911 wurde die Strecke als wichtige Verbindung Mitteldeutschlands nach Schlesien zweigleisig ausgebaut. Diese nach dem Zweiten Weltkrieg nicht mehr genutzte Verbindung ersetzten nun die wachsenden Industriestandorte in Cottbus, Guben oder Eisenhüttenstadt. Die Strecke wurde zwischen 1984 und 1989 elektrifiziert. Bis zur Wende verkehrten auch Schnellzügen, heute ist Regionalverkehr der Mitteldeutschen Regiobahn, die zu Veolia Verkehr Regio Ost gehört, und internationaler Güterverkehr, der zunehmend von osteuropäischen Transporten bestimmt wird, vorherrschend.
  - Baugeschichte: Der Bahnhof entstand zusammen mit der Strecke und wurde am 1. Mai 1872 eröffnet. Zum Originalgebäude wurden später wahrscheinlich der Eingangsvorbau und der seitliche Anbau ergänzt. Es wurde im Folgenden kaum verändert. 2008 wurde vom Eisenbahn-Bundesamt die Genehmigung zur Erneuerung des Hausbahnsteiges gegeben, der im Folgenden umgebaut wurde.
2. ↑  Alter Reichshof Mockrehna (Reichsstraße 21):
  - Gasthof: zweigeschossig, massiv, Bruchstein verputzt, im Erdgeschoss giebelseitig kleine Rechteckfenster mit profiliertem Sandsteingewände (erneuert), im Obergeschoss Rechteckfenster mit einfach profiliertem Granitgewände, Segmentbogeneingang mit Holztür (erneuert), insgesamt meist neue Fenster, traufseitig (Rückseite im Obergeschoss noch Holzgewände), profilierte Traufe (Ziegelstein, verputzt), hofseitig mittig Eingang, rechteckig mit Sandsteingewände, scharriert, originale Holztür aufgearbeitet, Kämpfer mit gezacktem Fries, Oberlicht mit Sprossen, Holz-Schlussstein, hofseitig Rechteckfenster mit Sandsteingewände, ursprünglich Fensterläden, Holzfenster erneuert, hohes Krüppelwalmdach (zweigeschossig), Biberschwanzdeckung, im Giebeldreieck hochrechteckige Fenster, straßenseitig am Giebel Inschrift (schwarz auf weißem Grund) mit Namen des Gasthofes (unleserlich), unterkellert (ehemaliger Bierkeller, Gewölbe), im Obergeschoss Saal mit Emporen
  - Einfriedung: Misch-Mauerwerk aus Bruchstein, Ziegelstein und Feldsteinen, Einfriedungsmauer zum Teil Außenmauerreste der Hofgebäude des Vierseithofes im Rechteck um den Hof geführt, zum Teil aufgestockt mit Ziegelsteinen, gerade Abdeckung, an der östlichen Hofmauer zwei rundbogige Öffnungen aus gelbem Ziegelstein, inzwischen vermauert (Zwillingsfenster), mehrere Zuganker, an westlicher Einfriedungsmauer Rechteckfenster und schießschartenähnliche Öffnungen, großes erhöhtes Rundbogentor mit Biberschwanz-Verdachung, seitlich Wagenschoner (großer Feldstein), rechteckiges Gewände und kräftiger Holzbalken-Sturz, seitlich rundbogige Leutepfote mit segmentbogigem Gewände (hofseitig)
  - Stallanbauten und -umbauten von 1913 kein Denkmal, nur hofseitige Außenmauer
3. ↑  Kirche und Kirchhof Mockrehna:
  - Kirche: einschiffige Saalkirche, massiv (aus Findlingen und Feldsteinen), Schiff verputzt, Turm unverputzt, Tür- und Fenstergewände aus Raseneisenstein, ursprüngliche Eingänge an Nord- und Südseite, zum Teil vermauert (Segmentbogenfenster), südseitiger Eingang mit Weihekreuz, seit 1705 an der Westfassade: rundbogig, Rundstabprofil, Sandsteingewände, heutiger Eingang durch westseitigen späteren Vorbau bzw. Treppenhausturm mit Walmdach (Biberschwanzdeckung), am Vorbau nord- und südseitige Eingänge (rundbogig), Kirchenschiff im unteren Teil Segmentbogenfenster, Emporengeschoss Korbbogenfenster, Putzgliederung (aufgeputzte Eckquaderung, Faschen, Ecklisenen), Satteldach, Fledermausgaupen, Biberschwanzdeckung, im Osten querriegelartiger Chorturm auf rechteckigem Grundriss aus Feldsteinen, Rundbogenfenster, im Glockengeschoss Zwillingsfenster (Rundbogenfenster mit eingestellten Säulen), Knospenkapitellen, an Schmalseite ein Fenster, an Längsseite im Osten zwei Fenster, Turmdach Satteldach mit zwei Zwerchhäusern (mit Ochsenaugen und Dreiecksgiebel bezeichnet mit 1835 und 1902), im Giebel rundes Ziffernblatt der Turmuhr, Laterne mit rundbogigen Öffnungen, stark profilierte Traufe, Haube (Kupferblech-Dacheindeckung), Spitze, Kugel und Wetterfahne, seit 1705 in der Turmspitze steckendes hölzernes Beil, 1835 durch eisernes Beil ersetzt, drei Glocken (eine Glocke von 1662, eine Stahlglocke von 1922 mit der Aufschrift „Ehre sei Gott in der Höhe“ und neue Glocke von 1985 mit der Aufschrift „Dona nobis pacem“), an den Turm östlich anschließende halbrunde Apsis mit Kegeldach und Rundbogenfenster, alter Dachstuhl (liegend), Innenraum flache Holzbalkendecke (Einschubbretter erneuert), Altar, Kanzel, Gestühl und Emporen von 1705, zum Chor romanischer Triumphbogen mit seitlichen Kämpfern, rechteckiger Chorraum und halbrunde Apsis mit eingestelltem Altar: Schnitzaltar (Kreuzigung), eisernes Vortragekreuz/Kruzifix, zum Teil Blech, drei Schnitzfiguren, halbplastisch, mit Attributen (Turm, Kelch), Sandstein-Taufstein, Holzkanzel mit Darstellung der Evangelisten (Kanzelkorb) und Jakob mit der Himmelsleiter (Treppengewände), dreiseitige Holzemporen, Orgelempore im Halbrund vorgewölbt
  - Kirchengeschichte: bis 1525 war Mockrehna selbstständige Pfarrgemeinde, danach nach Wildenhain eingepfarrt, seit 1945 Nutzung für evangelische und katholische Gottesdienste
  - auf dem Friedhof Sandstein-Grabstein des ehemaligen Gutspächters: klassizistische kannelierte Säule auf abgetrepptem Sockel, an der Säule Medaillon mit Inschrift (unleserlich), stark profilierter Aufsatz und Amphora mit Blütenrelief, ostseitig stark verwittert
  - Einfriedung: Bruchstein- und Feldsteinmauer, zum Teil verputzt, Biberschwanz-Abdeckung, straßenseitig Eingangstor mit Sandstein-Torpfeilern (quadratisch mit pyramidalem Abschluss)
4. ↑  Rittergut Klitzschen:
Klitzschen als Herrensitz bereits im 15. Jahrhundert nachgewiesen, das Rittergut Klitzschen seit dem 16. Jahrhundert verzeichnet, dieses befand sich über die Zeit im Besitz verschiedene Adelsgeschlechter, mit dem Ende des 19. Jahrhunderts ging es in die Hand bürgerlicher Eigentümer über. Von den Baulichkeiten des Ritterguts ist das ehemalige Herrenhaus als Kulturdenkmal erfasst, es schließt den einstigen Wirtschaftshof nach Westen ab. Das Gebäude ist nicht vollständig erhalten. Ursprünglich war das Herrenhaus ein Winkelbau, der in der durch historische Karten und Fotos dokumentierten Form vermutlich um 1800 entstand. Der überkommene Teil dieses Baus bildet heute die Nordseite des Herrenhauses, um 1910 erfolgte der südliche Erweiterungsbau. Mit dem Erweiterungsbau stellt sich das zweigeschossige, massive Herrenhaus als langgestreckter Baukörper dar, dessen Putzfassade hofseitig durch eine Vorlage mit spitzem Dreieckgiebel und einem unmittelbar anschließenden, angedeutetem Runderker gegliedert wird. In der Achse der Vorlage befindet sich das Treppenhaus, äußerlich an dem großen Fenster mit Bleiverglasung erkennbar, der Gebäudeeingang liegt gartenseitig und ist ebenfalls mit einem Giebel hervorgehoben, südlich vom Eingang ein schmaler Treppenturm mit schöner, gebrochener Haube. Die Entstehungszeit des Erweiterungsbaus ist nicht nur an den zeittypischen Schablonenmalereien am Traufkasten ablesbar, sondern wird vor allem an den bemerkenswerten Ausstattungsdetails des Inneren erkennbar (Treppenhaus mit Kamin und kunsthandwerklichen Holzelementen, Tür, Kassettendecke, Einbauschränke sowie Bleiglasfenster im ehemaligen Herrenzimmer). Die Denkmaleigenschaft des Herrenhauses Klitzschen ergibt sich zum einen aus seinem Aussagewert für die Entwicklung der regionalen Rittergutsarchitektur. Es veranschaulicht Wohn- und Lebensweise der Rittergutsbesitzer in der Vergangenheit, wobei der damit verbundene Anspruch insbesondere im Erweiterungsbau zum Ausdruck kommt. Zum anderen ist es als Hauptbau und letztes weitgehend authentisches Zeugnis des einstigen Ritterguts auch ortsgeschichtlich bedeutend, da es an einen wichtigen Abschnitt der Historie des Ortes erinnert. Hier wie andernorts war das Rittergut über Jahrhunderte hinweg, neben der Kirche, der prägende Bestandteil der Dorfstruktur. Einen Zeugniswert zur Geschichte des Ritterguts verkörpert auch der im nahegelegenen Wald stehende Gedenkstein, der wohl zur familiären Erinnerung an den Rittergutsbesitzer Jung aufgestellt wurde. Jung war aller Wahrscheinlichkeit nach auch der Bauherr für die Erweiterung des Herrenhauses. Der grob behauene Granitblock trägt an zwei Seiten die Inschrift „Georg Friedrich Jung/ 7. 1. 1910.“ und „Kannst Du auch selbst nicht/ mehr schaun,/ Wo Du mit Freunden geweilt,/ Wo Du mit Liebe geschafft,/ Lebt die Erinnerung fort.“
5. ↑  Denkmalgeschützte Grabmale der Dorfkirche Klitzschen:
  - 1. an der Westfassade der Kirche (rechts neben Eingangsportal) Grabmal der Christine Friederike Baronin auf Klitzschen (vermutlich), eingestellt in Rundbogennische mit gerader Verdachung Sarkophag aus Sandstein, darauf sitzende Frauenfigur (Vollplastik) mit zwei Knaben (eventuell Charitas), auf der Sarkophag-Stirnseite stark verwitterte Inschrift (unleserlich) und Wappenrelief, gestorben vermutlich 1737
  - 2. an der Nordseite der Kirche Rokoko-Sandstein-Grabmal mit Rocaille-Ornamentik
  - 3. an der Südseite der Kirche barocker Grabstein aus Sandstein mit Kartusche und Inschrift „Johann Heinrich Gotthelf Sahla, gest. 1736 zu Harzgerode“? (sehr schlecht leserlich) in Giebelbekrönung Kelch- und Buchrelief, im Sockel Baumstumpf-Relief
  - 4. an der Nordseite der Kirche schlichte Sandstein-Grabplatte mit Wappenrelief und Inschrift „Herr Gustav Alfred Wieder....“ (schlecht leserlich) von 1848 (?), im unteren Teil Helm- und Schwertrelief
  - 5. barocker Grabstein aus Sandstein an der Südseite der Kirche, zwei seitliche halbplastische Figuren mit Kelch und Schlüssel, Buch und Kreuz, Inschrift stark verwittert, vermutlich Grab einer „Sahla, geborene Knopf“, als Giebelbekrönung sitzende Figur mit aufgeschlagenem Buch
6. ↑  Rittergut Langenreichenbach:
Das Herrenhaus des Ritterguts Langenreichbach entstand vermutlich um 1830, für die angenommene Bauzeit spricht die Tatsache, dass sich der Kaufpreis für das Rittergut zwischen 1822 (für 10333 Taler an Christian Gottlob Wilhelm von Sperl) und 1840 (für 22250 Taler an Louise Caroline Fanciska Böttcher und Karl Bieler) mehr als verdoppelt hat, wahrscheinlich erfolgte in diesem Zeitraum eine Erneuerung der Anlage, die zu dieser Wertsteigerung führte, auch die durch historische Abbildungen dokumentierte klassizistische Gestaltung des Äußeren, die in Teilen noch erkennbar ist, stützt die Datierung. Vom Vorgängerbau wurde offenbar eine Kellertonne übernommen. Im späten 19. Jahrhundert erfolgte ein Umbau, wie an Ausstattungselementen im Innern zu erkennen ist (z. B. Fliesenfußboden im Eingangsbereich, Treppe, Türen, Kassettendecke und Wandvertäfelung im Obergeschoss), damaliger Besitzer war Heinrich Zech. 1945 wurde das Rittergut im Zuge der Bodenreform enteignet, das ehemalige Herrenhaus diente 1950–1976 als Schule, danach als Hort und Kinderkrippe, damit gingen leider Baumaßnahmen einher, die sich vor allem auf das Äußere nachteilig auswirkten (Reduzierung der Fassadengestaltung, neuer Kratzputz).
Der breitgelagerte, zweigeschossige Putzbau mit Krüppelwalm steht traufseitig zur Hauptstraße, nördlich des Gebäudes liegt die ehemalige Zufahrt zum Rittergutshof, der auf der Nordseite noch von den ehemaligen Wirtschaftsgebäuden umschlossen ist. Ursprünglich war das Erdgeschoss mit einer Putznutung versehen, im Obergeschoss zeigte der Bau eine geschmackvolle, klassizistische Pilastergliederung mit dem Bogenfenster zum Treppenhaus als Mittenbetonung und zwei, ebenfalls erhaltenen Nischen als seitliche Einfassung. Der Haupteingang zum Gebäude liegt auf der Hofseite, hervorgehoben durch eine flache Vorlage, das entstellende Vorhäuschen stammt aus DDR-Zeiten. Das Innere in einfacher, übersichtlicher Disposition mit zentraler Erschließung über Holztreppe und Diele im Obergeschoss, eindrucksvoll der im Erdgeschoss zum Treppenhaus führende Durchgangsraum, der an allen vier Seiten Bogenstellungen aufweist.
Der Denkmalwert des ehemaligen Herrenhauses im Rittergut Langenreichenbach leitet sich aus seiner Bedeutung für die Orts- und Heimatgeschichte ab.
Noch um 1800 teilte sich das langgezogene Straßendorf Langenreichenbach in Oberdorf, Mitteldorf und Unterdorf. Ober- und Unterdorf bildeten die eigentliche amtssässige Dorfgemeinde. Das Mitteldorf war vor allem durch das im 17. Jahrhundert von Ludwig Heinrich von Sebottendorf als Vorwerk mit Sitz gegründete Rittergut geprägt, deshalb wurde jenes auch als Rittergutsgemeinde bezeichnet, deren Bewohner hauptsächlich Häusler waren, die der gutsherrlichen Gerichtsbarkeit unterstanden. Diese Eigentümlichkeit der Ortsgeschichte wirkte sich auch auf die Ortsstruktur aus, im historischen Kartenmaterial ist die Dreiteilung des Dorfes deutlich erkennbar, insbesondere fällt die dominante Rolle der Rittergutsanlage im Mitteldorf sowohl durch ihre Lage als auch durch ihre Größe ins Auge. Trotz der Verluste infolge der Nachkriegsentwicklung gibt sich der ehemalige Rittergutskomplex auch heute noch als struktureller Mittelpunkt zu erkennen, wobei dies vor allem von der Existenz des Herrenhauses abhängt. Unter diesen Aspekten verkörpert das Herrenhaus einen hohen Aussage- und Dokumentationswert zur Ortsgeschichte. Der genannte Verlust an historischen Gestaltungselementen hebt die Bedeutung des Objekts als anschauliches, weil authentisches Zeugnis für die Ortsgeschichte und Ortsentwicklung nicht auf, eine Wiederherstellung des äußeren ursprünglichen Erscheinungsbildes auf Grundlage historischer Abbildungen ist zudem möglich und gängige Praxis der Denkmalpflege.
Über die Ortsgeschichte hinaus verweist das Herrenhaus Langenreichenbach auf die einst tragende Funktion der Rittergutsherrschaften in der wirtschaftlichen, baulichen und kulturellen Entwicklung des ländlichen Raumes in Sachsen und angrenzender Gebiete, wodurch auch eine allgemeinere Aussagefähigkeit zur Heimatgeschichte besteht. Damit ist die Erhaltung des Objekts im öffentlichen Interesse.
7. ↑  Abgerissenes Herrenhaus des Ritterguts Strelln:
Das Herrenhaus war ein zweigeschossiger, langgestreckter Barockbau mit dreigeschossigen Eckrisaliten. Massiv (Mischmauerwerk aus Ziegelstein und Bruchstein), verputzt, Putzgliederung, gestuftes Gurtgesims, Fensterfaschen, profilierte Holztraufe, Satteldach (Mittelflügel) und Walmdach (Seitenflügel), Rechteckfenster, innen Stürzbögen, Lehmdecken, zum Teil mit Ritzmustern (Handstrich), originales Treppenhaus, Lehmständerwände, Türen von 1856 mit Kastenschlössern, im Obergeschoss Kreuzstockfenster mit Klotz, ein Seitenflügel im zweiten Obergeschoss Fachwerk (verputzt), ursprünglich Fensterläden, Kellergewölbe, straßenseitig in der Mittelachse Eingangsportal (Korbbogen) mit Medaillon-Schlussstein (Frauenporträt-Relief), darüber gerades Giebelfeld mit floralem Relief und Rechen, Sandsteingewände (Rundstabprofilierung), links neben Eingang Kellerzugang mit Segmentbogentor und Holztür mit Beschlägen, Gebäude leer stehend, letzte Nutzung als Bücherei. Bau von großer baugeschichtlicher und ortsgeschichtlicher Bedeutung. Einfriedung: quadratische Torpfeiler aus Bruchstein, verputzt, Abdeckplatten aus Sandstein.
8. ↑  Einzeldenkmale der Sachgesamtheit Kirche und Kirchhof Wildschütz:
  - Kirche: Westturmkirche, einschiffiger Saal, Turm auf quadratischem Grundriss, Rundbogen-Eingang mit Ziegelstein-Sturzbogen, Rundbogenfenster, im Glockengeschoss Drillingsfenster (Rundbogenfenster), allseitig Zwerchgiebel mit Krabbenaufsatz, Biberschwanzdeckung, quadratische Laterne mit Rundbogenfenster (Schieferdeckung), Spitze, Kugel und Wetterfahne, Kirchenschiff Bruchstein (Porphyrsteine, unverputzt) mit Ziegelstein-Gliederung (Eckpfeiler mit pyramidalem Sandsteinaufsatz, Traufgesims aus Ziegelstein-Formsteinen), Rundbogenfenster mit Ziegelstein-Gewände, Satteldach, Biberschwanzdeckung, an Nordseite Eingangsvorbau (Ziegelstein), rundbogiges Stufenportal mit Sandstein-Kämpfer, Dreiecksgiebel mit Sandstein-Gesims und Kreuzaufsatz, zweiflügelige historistische Eingangstür, Apsis mit Kegeldach und Rundbogenfenster, südseitig Sakristeianbau (Ziegelstein, Walmdach), innen dreiseitig Emporen, Orgel der Fa. Wilhelm Rühlmann aus Zorbig/Sachsen op. 304
  - an der Außenwand der Kirche spätbarockes Grabmal (Sandstein) für Maria von Schlobach, gestorben 1784: Inschriftkartusche, seitliche Personifikationen von Caritas und Spes
  - Kriegerdenkmal für die Gefallenen des Ersten Weltkrieges: Sandsteinblock auf rechteckigem Sockel, Sandsteinaufsatz Eisernes Kreuz, an der Stirnseite Inschrift „Den treuen Toten zu Ehr und Dank von der Heimatgemeinde Wildschütz“ und die Namen der Gefallenen
  - Einfriedung: quadratische Torpfeiler aus rotem Klinker mit Sandstein-Aufsatz, Eisentor, Leutepforte, Bruchsteinmauer (verputzt) mit Ziegelstein-Abdeckung, Bruchsteinsockel und Eisenzaun, Kastanienallee
  - Leichenhalle: eingeschossig, Ziegelstein, Ecklisenen, giebelseitigtief eingeschnittenes rundbogiges Portal, Segmentbogen-Holztor, Satteldach, Betonziegel, Traufgesims, Rundbogenfenster, Sohlbank
  - giebelseitig angebautes eingeschossiges Gebäude mit Satteldach (Biberschwanzdeckung): giebelseitig Segementbogen-Eingang mit Sturzbogen und zweiflügeliges Holztor, darüber zwei Rundfenster (Lüftungsöffnungen), Eckquader aus Porphyr